# 老挝
老挝人民民主共和国，通稱寮國，是位于東南亞中南半岛的国家，首都及最大城市为万象，通行寮语，面积23.68万平方公里，人口758万人（2023年）。寮國是东南亚唯一的内陆国，东邻越南，南接柬埔寨，西连泰国、缅甸，北与中国接壤。
寮國历史上第一个统一国家为法昂在1353年建立的澜沧王国，首都为琅勃拉邦，曾是中南半岛的人口、贸易与文化大国。澜沧王国存在近四个世纪，代表着寮國历史的鼎盛时期。1707年，澜沧王国因王位继承纷争而陷入分裂，又不断遭到邻国暹罗和越南的入侵，沦为两国的属国。1893年，沦为法国殖民地，寮國保护国成立，奠定现代寮國疆界。1953年，寮國宣布独立，建立君主立宪制国家，但很快陷入长期内战。1975年，共产主义组织巴特寮推翻君主制政权，寮人民民主共和国建立并存续至今。
一般认为，寮國是以马克思列宁主义为官方意识形态，以老挝人民革命党唯一政党的社会主义共和国。但老挝的宪法规定老挝是人民民主国家，而不是社会主义国家。老挝当局认为，国家处于向社会主义过渡时期，需要经过多个长期的过渡发展阶段，才能实现社会主义目标。
寮國是多民族国家，寮族占总人口的55%，在政治和文化领域占主导地位； 2005年老挝政府出版的《老挝人民民主共和国各族群》中记录，老挝共有49个民族 ，通常又按居住地区分类，分为低地的老龙、丘陵的老听和高山的老松三大民族集团。老龙族通用寮语，而老听族和老松族则使用藏缅语、孟-高棉语和苗语等其他语言。传统上，上座部佛教是该国主流的宗教信仰。
寮國的经济以农业为主，工业基础薄弱。寮國工业经济的支柱部门是水力发电，透过输电和铁路运输和邻国建立经贸联系。寮國是高速发展的经济体之一，2013年至2018年的平均GDP增长率为7.25%。2018年，寮國的人均国内生产总值按购买力平价计算，位列东南亚第七位，排在新加坡、汶萊、马来西亚、泰国、印尼、菲律賓之后；人類發展指數位列世界第139位，属中等组别。寮國目前是聯合國、东南亚国家联盟、东亚峰会和法语圈国际组织成员，2013年加入世界贸易组织。

## 国名
或作为正式国名出现始于1893年，法国人以佬族的族名为其在澜沧故地建立的寮國保护国命名。“老（佬）”与“寮”在寮语中其实是同一个意思，据信是侗台语的第一人称，和壮语的“僚”系同源词，仡佬族，古僚人，以及古书蔑称的“獠”族，都和此有关。
寮國在華人地區的国名译法有所不同，中国大陆、香港和澳门称老撾，台湾、马来西亚和新加坡称寮国。中文古籍中，曾称寮國为南掌、兰章、澜沧、缆掌、老撾、老抓、老丫、潦查等等。而在越南古籍中，被称作“哀牢”和“牢国”，简称“牢”。日本汉字还有「罗宇」的称法。在20世纪50年代前中國大陆的報紙在報導寮國新聞時使用的中文名稱上比較混亂，有稱“寮”、“佬”、“辽”等等。陳毅最终决定将译名定为老撾。在台灣和東南亞的華人仍稱之為寮國。
“老挝”的译名由来说法不一。“老”字即代表佬族的族名，而“挝”字的意义则有多种说法。“撾”读作“zhuā”音，意为用指或爪挠、敲打:1648。中国古籍曾将“老撾”記为“老抓”。在中国大陆，“老撾”曾读作“lǎozhuā”；1962年之后，才将其“撾”字读作“wō”音，且只有在“老撾”一词中读作此音:1323；在台湾，此词仍旧沿读古音。明人謝肇淛的《滇略》曾记载“老挝，俗称挝家，以其夷好配雕爪云”，康熙《云南通志》记录称“老挝军民宣慰司，其彝佩雕爪为饰，俗称为挝家”。由此可见，因时人发现佬人喜爱佩戴雕爪，于是称佬人为“爪”家，随后又讹作“挝家”，与佬族自称“老”合称为“老挝”。亦有说法称，《纪古滇说》曾出现“挝国”称呼，即孟苏瓦国，因此“挝”字即“苏瓦”（Sua）的音译。也有说法称老挝一词的原文对应为（Muang Chua），汉字转写为“猛挝”，说明“挝”来源于琅勃拉邦古称“ຊວາ Chua/Sua”。
寮语中，习惯将老挝国家简称为“孟老”（羅馬化：Muang Lao）。“孟”是泰语民族常用的地名前缀，在泰语中的本意是拥有城墙的城镇及其周边的附属村庄，且其统治者至少拥有“坤”的爵位。

## 歷史

### 早期历史

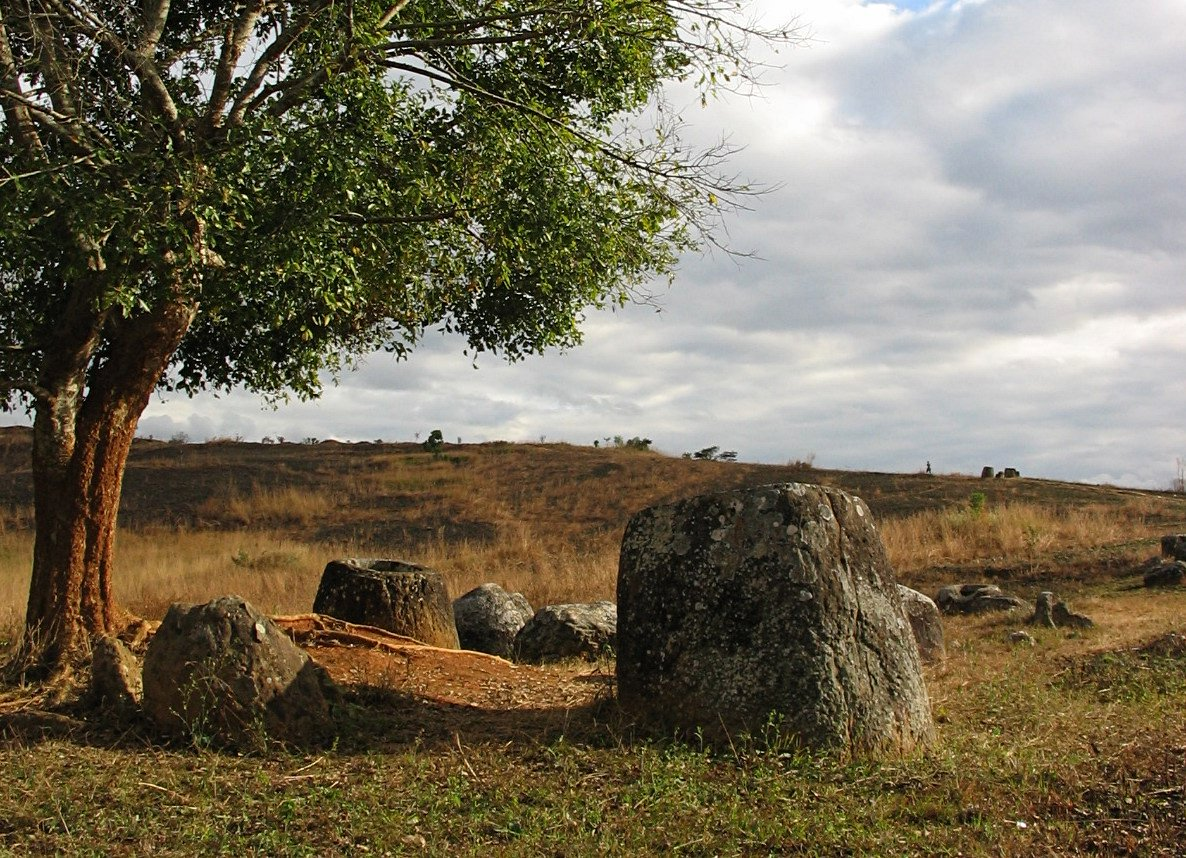
石缸平原是东南亚最重要的史前遗址之一，2019年被列为世界遗产

最晚在10万年前，老挝境内已经有人类居住。老挝北部安南山脉的丹巴灵洞穴出土了距今46,000年前的现代人类头骨化石，是截至目前东南亚年代最久远的人类化石考古发现。在老挝北部还发现了属于和平文化的石器，年代可追溯至更新世晚期。考古证据表明，老挝境内的农业社会产生于公元前第4千年。根据墓葬考古结果，老挝大概在前1500年出现使用铜器的复杂社会，前700年出现铁器。在众多洞穴和墓葬考古遗址中，最著名者即位于川圹石缸平原的巨石文化，据信此遗址曾经孕育了贸易社会。
老挝最早的居民是澳洲人种，后被孟-高棉人取代。孟-高棉人在老挝境内建立诸多古国，但关于此段历史的史料并不充足，因此关于史实有较多争议。兴起于柬埔寨的真腊和位于今越南南方海岸的占人都曾在老挝南端的占巴塞省建立定居地。真腊在6世纪将今万象以南的土地占为己有，更是曾在占巴塞的湿梨多补罗（Shrestapura）定都，当地至今留有瓦普寺，为世界遗产。8世纪，真腊分裂为水真腊和陆真腊，其中陆真腊即以老挝地区为中心。陆真腊以北，已经有泰语民族部落，隶属于南诏国；亦有孟人建立的古国，如陀罗钵地、骇黎朋猜等。
自8世纪至10世纪，泰老民族南迁，逐渐取代老挝的孟-高棉人。

### 澜沧王国
10世纪以后，泰老人在老挝地区建立大量小国，位于今琅勃拉邦一带的孟苏瓦国逐渐兴起。1353年，孟苏瓦王子法昂统一老挝全境，建立澜沧王国:223。“澜沧”是百万大象之意。法昂实行“景孟制”，分封诸位王子统治各地，并从高棉引入上座部佛教。
法昂之子桑森泰将人民划分为贵族、平民与奴隶三个等级，贵族分为六等，按贵族等级任命官职。桑森泰王还普查人口、整编军队。澜沧王国的疆土经过此后诸王的军事扩张，在鼎盛时期囊括了今老挝、越南西双楚泰、中国西双版纳和泰国呵叻高原，成为地区大国。1479年，安南后黎朝黎圣宗入侵澜沧，攻陷都城琅勃拉邦，但最终被澜沧军击退。16世纪上半叶，澜沧王国迎来中兴，国内和平，文化繁荣，大批佛教寺院建立起来，大量巴利语上座部佛典被译为老挝文。等级制进一步细化，国王（称为帕沙拉或召片领）地位崇高，而后是国王的顾问色纳，最下一级为约特。国王手下有分管军事、行政和外交的三名顾问，各级官吏按所处的贵族等级获得相应田地，作为俸禄，是为“萨迪那制度”。
16世纪40年代，兰纳发生继承争端，使得其邻国缅甸、暹罗和澜沧之间的关系愈发紧张。1540年，暹罗入侵澜沧，被击退；1545年，缅人及暹人先后入侵兰纳。澜沧决定援助兰纳，1546年，澜沧王赛塔提拉在兰纳都城清迈即位成为兰纳王，澜沧王国由此一度兼并兰纳；但因澜沧内乱，赛塔提拉无暇顾及兰纳，又丧失对其的统治权。1558年，缅甸东吁王朝的国王勃印曩率军攻克兰纳都城清迈。因忌惮缅人入侵，赛塔提拉决定迁都至囊汉（今万象）。1564年，勃印曩攻克暹罗都城阿瑜陀耶，澜沧成为唯一存续的泰老人国家。1575年，缅军第三次入侵老挝，攻占并洗劫首都囊汉，澜沧成为缅甸藩属，但又在1591年重获独立。

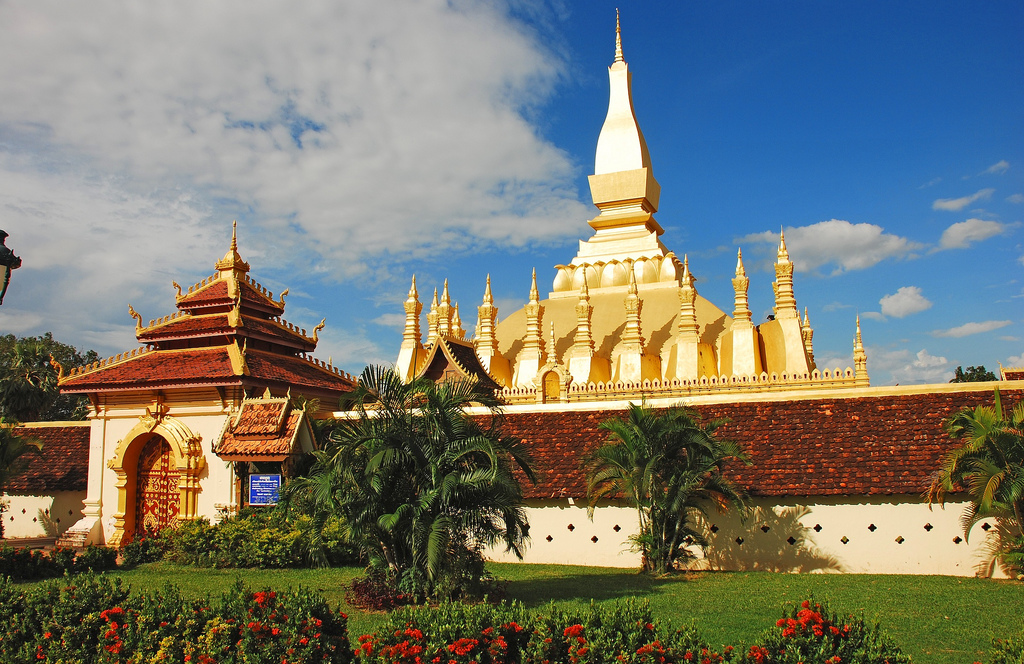
16世纪澜沧国王赛塔提拉迁都万象，兴建塔銮。塔銮至今被视为老挝的国家象征

1638年，苏里雅·翁萨即位。他是澜沧王国历史上在位时间最长的国王，在他的统治下，澜沧王国国力重振，进入鼎盛时期。在他统治期间，耶稣会的使者于1641年跟随荷兰商人来到万象，这是老挝历史上第一个欧洲使团。1707年，苏里雅·翁萨逝世但无子嗣，澜沧王国分裂为琅勃拉邦王国、万象王国和占巴塞王国三部分，澜沧王国就此灭亡。其中，万象王国国力最盛，控制了呵叻高原，并同琅勃拉邦争夺川圹的统治权。占巴塞王国在1713年独立，占有邦非河以南的土地，透过湄公河贸易成长为强国。不过，三国在18世纪后半叶沦为缅暹争霸的筹码。1779年，暹罗吞武里王朝的国王达信将缅人逐出老挝，老挝三国沦为暹罗藩属。老挝国宝帕佛陀大摩尼宝玉佛和勃拉邦佛皆被暹人掳走。1805年，昭阿努即位成为万象国王，协同暹罗攻打缅甸，并在1819年平定了占巴塞的叛乱。1826年，昭阿努发动叛乱反抗暹罗统治，并得到越南阮朝支持。叛乱最终被平息，但暹越两国因此爆发战争。1831年，阮朝明命帝并吞川圹，以其地设立镇宁、镇蛮、镇边三府，进行改土归流和越化政策，此后暹越两次爆发战争，争夺对老挝和柬埔寨的宗主权，暹罗人最终在1850年代取胜，巩固其对老挝的宗主权。

### 近代历史
19世纪后半叶，法国逐渐渗入中南半岛。暹罗国王朱拉隆功担心法国侵入其老挝属地，因此在1886年5月7日和法国签署条约，承认暹罗对湄公河东岸领土的宗主权。1888年，刁文持的泰族武装和黑旗军攻占琅勃拉邦，琅勃拉邦王室在法国保护下出逃。法军自河内出发，抵达琅勃拉邦击退入侵者，迎琅勃拉邦国王温坎归来，后者请求法国保护琅勃拉邦。1889年，法国不顾暹罗抗议同琅勃拉邦国王签署协议，后者同意成为法国保护国。法暹战争后的1893年10月，暹罗签署《法暹条约》，被迫承认法国对湄公河东岸领土的控制权，老挝保护国正式成立并定都万象，1898年并入法属印度支那。法国将老挝划分为10省，琅勃拉邦王室在名义上统治琅勃拉邦省。原万象王国领地，设有副王管理国防、行政和财政；南部由占巴塞亲王管理社会福利，万象的法国殖民政府为实质上的统治者；各省设省长和军营:82。为支持政府财政，法国殖民者主要在老挝征收捐税，强占土地。法国将地处内陆的老挝视为资源的储藏地，除开辟各类单一作物种植园外，并不着重进行投资建设，因此老挝一直是法属印度支那联邦中最欠发达的地区:82。
1940年，法国在第二次世界大战中沦陷，日本派兵侵略法属印度支那。1945年，日本侵略军发动三九政变推翻法国殖民政府，迫使琅勃拉邦国王西萨旺·冯在当年4月宣布独立，称老挝国王。日本战败之后，佩差拉亲王领导老挝自由民族统一战线组建新政府，意图维持老挝独立。1946年，法军击溃老挝自由民族统一战线。西萨旺·冯宣布重新效忠法国统治，法国人封其为“老挝国王”。老挝获许自治，1947年5月11日，通过新宪法，将老挝定义为一个隶属于法兰西联盟的君主立宪制“自治国家”。1954年，老挝透过日内瓦会议获得正式独立，建立独立的老挝王国。

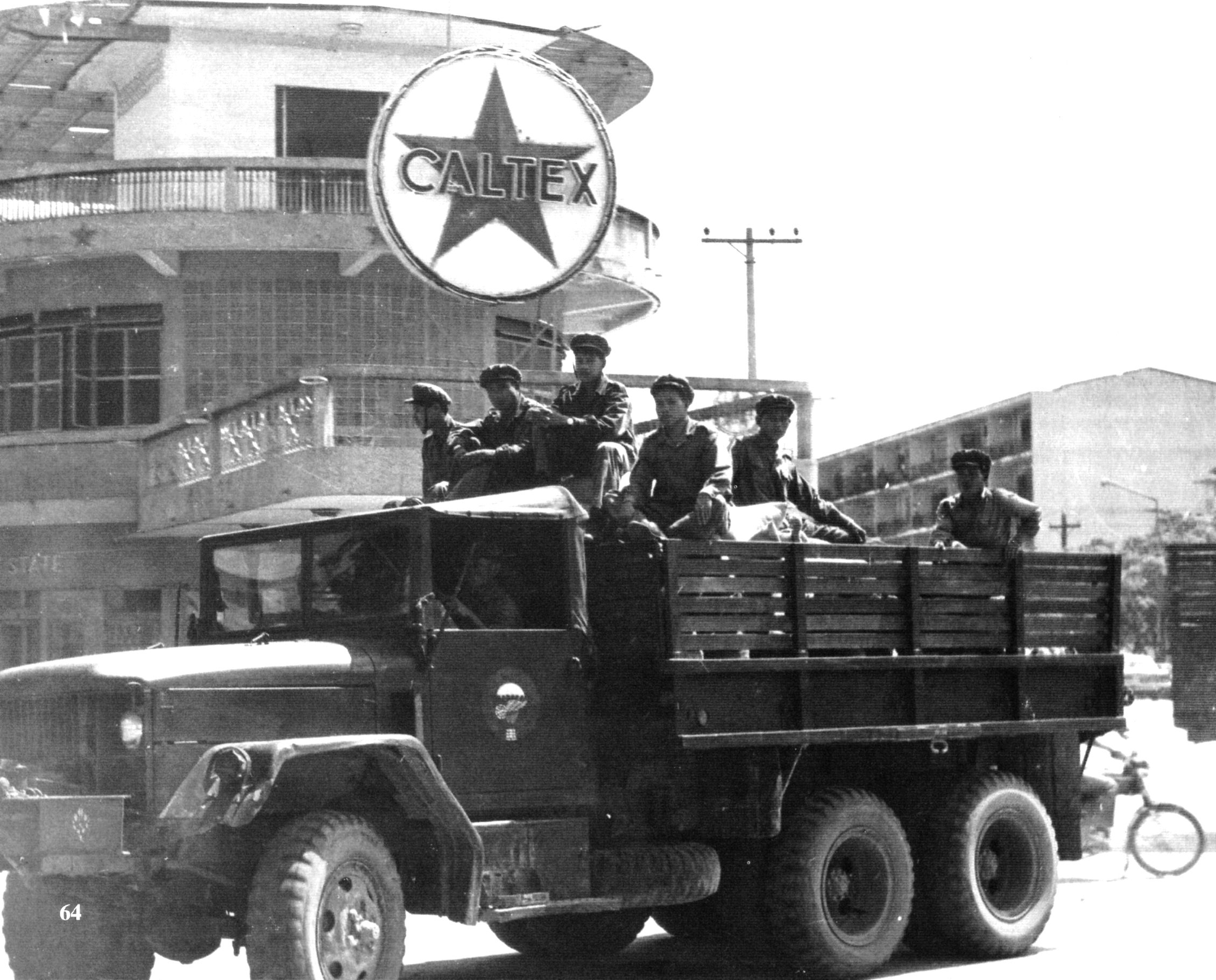
共产主义组织巴特寮军队进入万象，1973年

新独立的老挝王国在1950年代中期形成三支政治力量——以共产主义组织巴特寮为代表的共产主义势力，以占巴塞亲王文翁、富米·诺萨万和培·萨纳尼空为首的亲美派系和以梭发那·富马亲王为首的中间派力量。三派势力长期争夺，又受越南战争影响而逐渐发展为老挝内战，巴特寮逐渐转向企图以武力推翻老挝的君主制政权。1975年，巴特寮控制老挝全国，国王西萨旺·瓦达纳于当年12月宣布退位，领导巴特寮组织的老挝人民革命党建立奉行共产主义的老挝人民民主共和国，老挝人民革命党为唯一执政党，苏发努·冯任国家主席，凯山·丰威汉任老挝人民革命党中央委员会总书记、部长会议主席，为实际上的最高领导人。

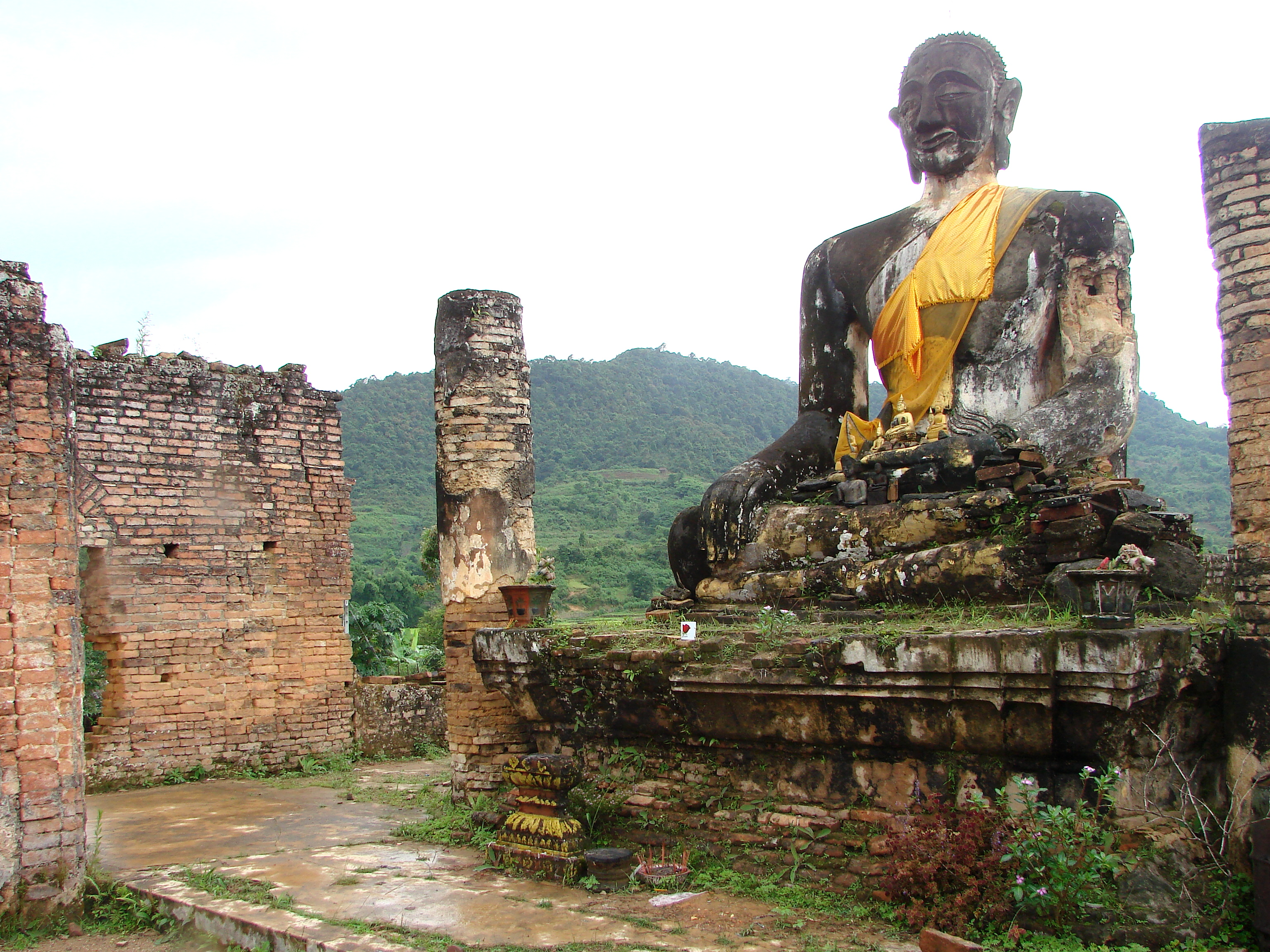
越南戰爭期間，被美軍轟炸摧毀的孟坤遺址，位於川壙省

在老挝内战中，共有20,000至62,000人丧命。老挝内战时期正值越南战争，美军为摧毁北越的补给线，在老挝上空投掷约200万吨炸弹，约等于美军在二战期间投放炸弹的总和，令老挝成为史上遭投放炸弹量和人口对比最悬殊的国家，还造成延续至今的未爆弹问题。

### 现代历史

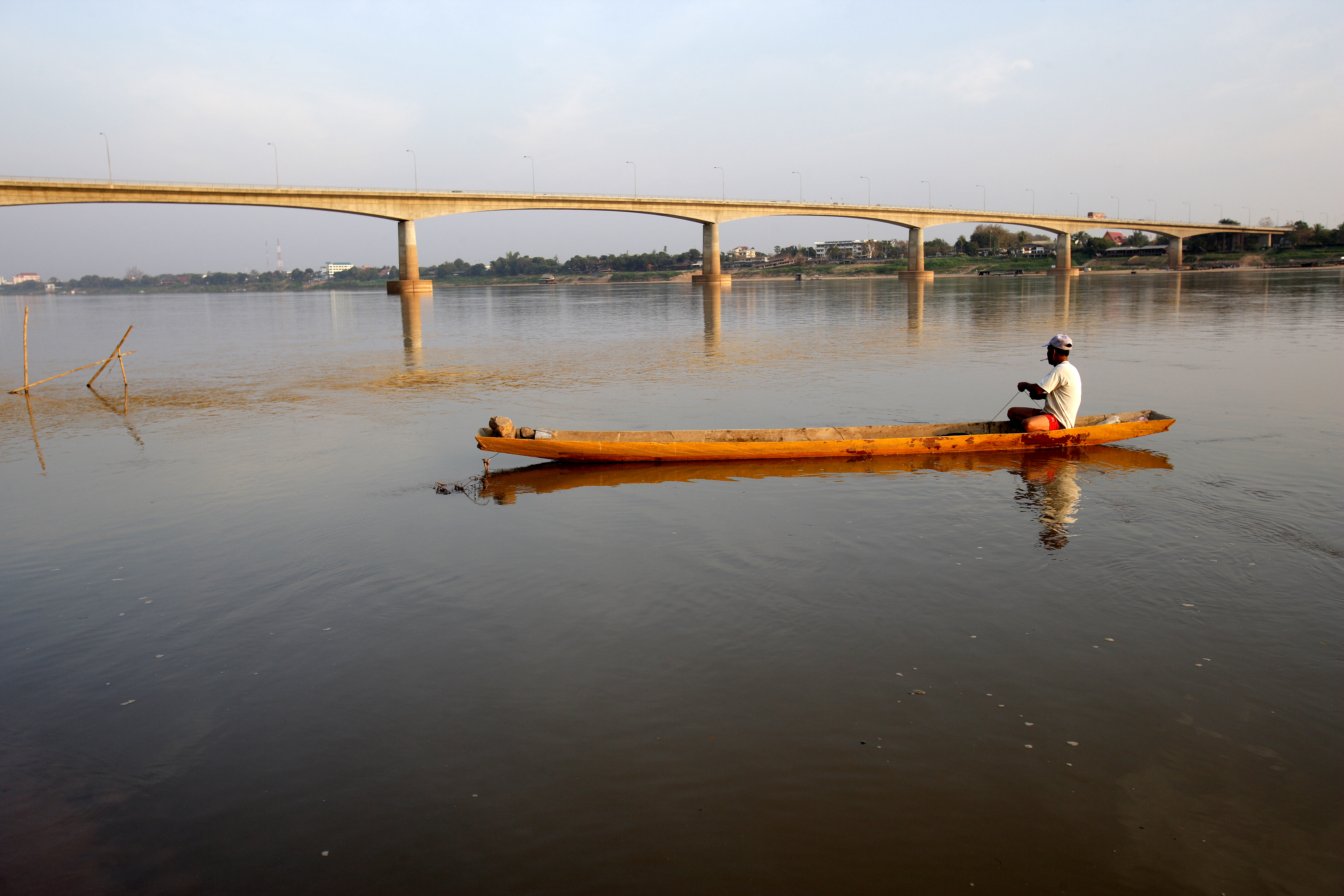
1994年建成的跨湄公河大桥，横跨泰国与老挝边界，由澳大利亚投资援建。1986年以后，老挝实行革新开放政策，着力引入外来投资

老挝人民民主共和国建立后，立即在全国推行带有共产主义色彩的改革，即“生产关系、科学技术和文化思想三大革命”:99，将企业收归国有、推行农业集体化，建立统一战线取缔老挝民间社团，并在城市和乡村建立委员会掌控政权；取缔民营刊物，动用军队和警察实行政治清洗和抓捕，罪犯被关押，或是流放至偏远地区的集中营进行“再教育”。据1998年老挝军方的数据，被关押于集中营的政治犯总数达到1万至1.5万。老挝在社会主义政权建立之际发生了大规模的人口外逃，截止1980年，共有10%的人口逃出老挝。由于巴特寮在国内革命期间得到越南人民军的大量援助，老挝在1975年以后同越南关系紧密，在政府部门聘请越南顾问，并允许越南在老挝驻军。1977年，双方签署《老越友好合作条约》，建立“特殊团结友好关系”。1977年开始，老挝人民军联手越南人民军进入老挝高地，针对苗族的反抗武装发起了大规模的围剿行动。1979年，越南入侵柬埔寨，随后又引发中越战争，老挝与中国亦发生关系恶化。
1978年5月，老挝人民革命党发布命令推行农业合作化运动。1979年，老挝农业集体化政策严重受挫，于是着手转向经济改革。1979年12月，凯山·丰威汉宣布放弃农业集体化改革，并决定调整经济政策，放宽对自由市场和商品流通的限制。1982年老挝人民革命党第三次全国代表大会宣布1976年至1977年推行的经济政策“过度集权”，提出利用现存“私人资本主义经济”，“重视市场规律、提高效率和生产力”。政府停止以公私合营方式没收私营企业，并开展金融改革。1986年，老挝人民革命党第四次全国代表大会上，凯山·丰威汉在报告中提出进一步推进市场经济改革。自此，老挝开始推行革新开放政策，和越南决定革新开放处于同一年。老挝政府决定“调整经济结构，优先发展农林业；取消高度集中的经济管理体制，转入经营核算制，实行多种所有制形式并存的经济政策，逐步完善市场经济机制；对外实行开放、扩大对外经济关系”。
1991年8月，老挝最高人民议会第二届六次会议通过了老挝人民民主共和国第一部宪法；同年的老挝人民革命党第五次全国代表大会确定实行“有原则的全面革新路线”，提出“坚持党的领导和社会主义方向”等六项基本原则，实行对外开放政策。1992年，凯山·丰威汉逝世，坎代·西潘敦成为老挝人民革命党新一任中央委员会主席。1997年，亞洲金融風暴爆发，老挝货币急剧贬值，外商投资和出口减少，边境摩擦、政治腐败、走私贩毒问题不断凸显。政府采取一定挽救措施，但收效不大，引起民众不满。1999年底至2000年，万象数次出现抗议示威；2000年还发生炸弹爆炸及爆炸未遂案:106。
2001年，老挝人民革命党召开第七次全国代表大会，制定了至2010年基本消除贫困，至2020年，人均国内生产总值翻三番、摆脱不发达状态的目标。同时，政府大力发展水力发电等工业，调整国家经济的工农业结构。朱马利·赛雅贡于2006年老挝人革党第八次代表大会当选党中央总书记。2013年，老挝成功加入世界贸易组织。2016年，老挝人革党第十次代表大会召开，本扬·沃拉吉当选新一任党中央总书记。2021年，老挝人革党十一大选举通伦·西苏里为新一任党中央总书记，《万象时报》称新的领导集体将面临带领老挝克服财政困难和2019年冠状病毒病疫情危机、摆脱最不发达国家地位的巨大挑战。

## 地理

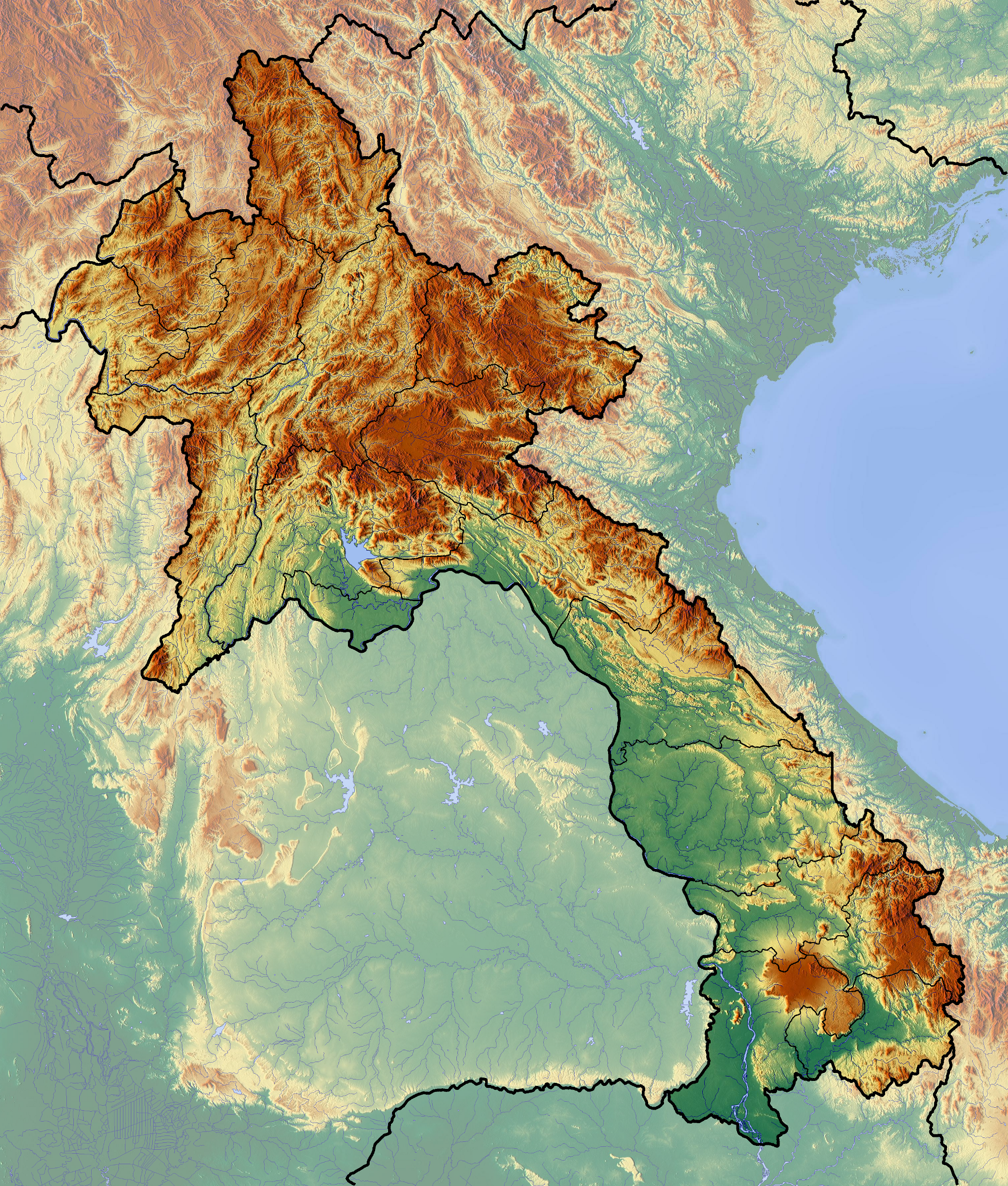
老挝地形图

老撾是東南亞唯一的内陆國，其國土分別與泰國、越南、柬埔寨、中國、緬甸接壤。纬度范围大约在北纬14度至22度之间，经度范围在东经100度至108度之间，国土面积23.68万平方公里，形状较为狭长。自北向南，划分为上寮、中寮、下寮三个地理区域。

### 地形与气候
老挝境内大部分為山地和丘陵，山地约占全国面积的80%:1，地勢自東北向西南倾斜。湄公河自北而南纵贯全国，為最大河流，沿岸有若干小型平原，在老挝境内的大部分区段是和泰国、缅甸的界河。南烏河是湄公河在老挝的最大支流。东端有安南山脉与越南相隔，西北有龍坡邦山脈和泰国西北高地相隔。上寮地区地勢最高，有“東南亞屋脊”之稱；川壙高原號稱“老撾屋脊”，其南邊的普比亞山海拔2,818米，為全國最高峰。而在老挝南部则有布拉万高原。
根据柯本气候分类法，老挝西南部大部分地区属于热带干湿季气候，亦有部分地区为热带季风气候；东北部绝大部分地区为副热带湿润气候，极少数地区属于海洋性气候。年平均气温约24℃—26℃。雨量充沛，近40年，年降水量最少为1,250毫米，最大达3,750毫米，一般年份降水量约为2,000毫米。老挝年降雨量的90%集中于雨季，每月降雨以12月至次年1月最少，此后逐月递增，至7月9月为降雨高峰期，此后逐月递减。各地相对湿度较大，年平均湿度75%—85%:11-12。由于刀耕火种等行为导致空气中大量烟尘悬浮，老挝每年会出现50日—100日的阴霾天气，且以湄公河河谷地带最为常见，年霾日100日以上:13。

### 自然环境

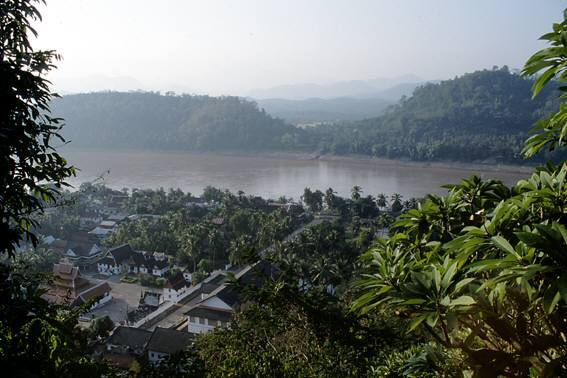
穿过琅勃拉邦的湄公河

老挝北部分布着常绿的热带雨林和季风雨林，南部则主要是落叶林。季风雨林区域的土地覆盖着高大而粗糙的野草。老挝境内分布广泛的植物有竹、灌木和小果野蕉，以及数百种兰花和棕榈树；产柚木、花梨等名贵木材。老挝境内的哺乳动物、爬行动物和两栖动物各约有200种，还有约700种鸟类。常见的哺乳动物包括印度野牛、鹿、熊和猴；常见的爬行动物和两栖动物包括蛇、石龙子、蛙和壁虎。大象、犀牛、老虎及数种野牛、猴和长臂猿属于濒危动物。1993年，老挝政府将全国21%的领土划为自然环境保护区。

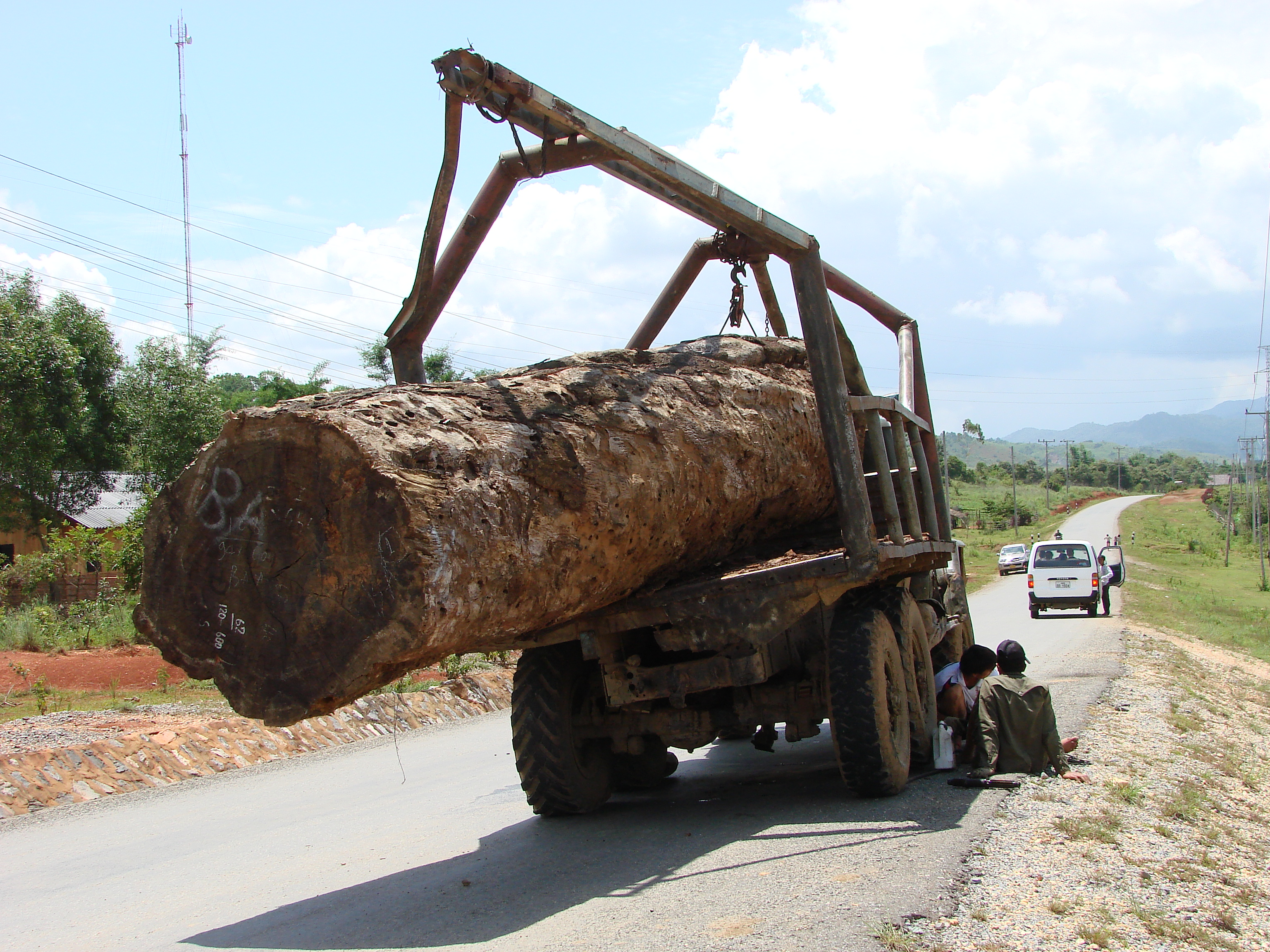
布拉万高原运送原木的卡车

老挝面临着严重的森林砍伐问题，该难题由农业刀耕火种、商业开发、水电设施建设、人口增长、外来的野生动物需求，及非木材食用及药用产品需求等因素共同导致。1992年的政府调查显示，老挝国土的森林覆盖率为48%，而2002年的调查中，该数字已经降低至41%。根据老挝当局消息，由于水电站建设及非法砍伐，老挝的森林覆盖率可能已经降至至多35%。联合国开发计划署曾警告称：“保护老挝人民民主共和国的自然环境和可持续利用的自然资源，对于脱贫和经济发展至关重要。”非法砍伐行为泛滥。根据环保组织的统计，每年有50万立方米的原木被越南人民军所有的企业砍伐并运往越南加工。
老挝在湄公河的水电站建设亦为河流的生态环境带来威胁。2012年开始建造的沙耶武里水电站引起环保人士的大量抗议。根据英国《独立报》的调查，环保组织称该水电站将给6,000万人造成不利影响，而湄公河下游涉及越南和柬埔寨，其政府亦对该计划表示反对。湄公河委员会警告称：“（沙耶武里水电站）从根本上破坏了湄公河水产资源的存量，产量和多样性”。澳大利亚洛伊國際政策研究所的客座研究员米尔顿·奥斯本（Milton Osborne）称：“在将来，湄公河将不再是鱼类的丰富来源和繁荣农业的保障，这条处在中国下方的大河的规模，可能会变得仅比一系列贫瘠湖泊大一些。”

### 行政区划
老挝大致上可以分為上寮、中寮和下寮3個地區，17省（khoueng）、1個直辖市（kampheng nakhon）万象市。省下设乡（muang）、村（ban）。
| 名稱       | 老挝文 | 老挝文转写              | 首府       | ISO | 區   |
| ---------- | ------ | ----------------------- | ---------- | --- | ---- |
| 阿速坡省   |        | Attapeu                 | 阿速坡     | AT  | 下寮 |
| 博胶省     |        | Bokeo                   | 会晒       | BK  | 上寮 |
| 博利坎赛省 |        | Bolikhamsai             | 北汕       | BL  | 中寮 |
| 占巴塞省   |        | Champasak               | 巴色       | CH  | 下寮 |
| 华潘省     |        | Hua Phan                | 桑怒       | HO  | 上寮 |
| 甘蒙省     |        | Khammouane              | 他曲       | KH  | 中寮 |
| 琅南塔省   |        | Luang Namtha            | 琅南塔     | LM  | 上寮 |
| 琅勃拉邦省 |        | Luang Prabang           | 琅勃拉邦   | LP  | 上寮 |
| 乌多姆塞省 |        | Oudomxay                | 芒赛       | OU  | 上寮 |
| 丰沙里省   |        | Phongsali               | 丰沙里     | PH  | 上寮 |
| 沙耶武里省 |        | Xayabuli                | 沙耶武里   | XA  | 上寮 |
| 沙拉湾省   |        | Salavan                 | 沙拉湾     | SL  | 下寮 |
| 沙湾拿吉省 |        | Savannakhet             | 凯山丰威汉 | SV  | 下寮 |
| 公河省     |        | Sekong                  | 塞公       | XE  | 下寮 |
| 永珍直辖市 |        | Nakhonlouang Vieng Chan | 万象       | VT  | 中寮 |
| 萬象省     |        | Vieng Chan              | 孟蓬洪     | VT  | 中寮 |
| 川圹省     |        | Xieng Khouang           | 川圹       | XI  | 上寮 |
| 赛宋奔省   |        | Xaisomboun              | 阿努旺     | XN  | 上寮 |

## 政治

### 政治制度
根据老挝于1991年颁布的宪法，老挝人民民主共和国是人民民主国家，全部权力属于人民、由人民行使；人民的主人权力，由老挝人民革命党为领导核心的政治体制的活动来获得实施和保证。据此，老挝为一党制国家，老挝人民革命党是執政黨，也是老挝唯一的政黨。老挝人民革命党中央委员会总书记是老挝的最高领导人。老挝是世界上少数几个宣扬共产主义的国家之一，老挝人民革命党的意识形态为马克思列宁主义和凯山·丰威汉思想。虽常被划分为社会主义国家，但老挝人民革命党界定老挝为“人民民主国家”，处在社会主义过渡阶段，目标是建成社会主义。
老挝人民革命党每5年召开一次全国代表大会，讨论和决定党和国家的重大问题，并进行党内的人事任免。1991年，老挝人民革命党第五次全国代表大会确定「有原则的全面革新路线」，提出坚持党的领导和社会主义方向等六项基本原则。2001年，老挝人民革命党第七次全国代表大会提出了老挝在21世纪前20年的发展目标和具体方针，强调继续坚持党的领导和社会主义方向不变；将交通建设作为工作重心，将解决疾病流行问题作为首要任务，加快发展，尽快摆脱不发达状态，制定了至2010年基本消除贫困，至2020年摆脱不发达状态的目标。2016年1月，老挝人民革命党第十次全国代表大会通过社会发展第八次五年計畫、十年战略和十五年远景計畫。2021年，老挝人革党第十一次全国代表大会通过第九次五年计划，制定六大目标，包括维持经济高质量、稳定和可持续增长，培训适应发展需要的人才，提高人民生活水平，满足环保要求、减少自然灾害，加强基础设施建设并高效利用、发挥优势增进区域和国际合作，提高行政管理、国家治理效率。
在老挝人民革命党领导之下的组织，如统一战线组织老挝建国阵线、工会组织老挝工会联合会、青年组织老挝人民革命青年团及妇女组织老挝妇女联合会，是老挝合法的社会组织及团体。

### 政治结构
老挝的最高领导人是老挝人民革命党中央委员会总书记，除了主持召开老挝人民革命党中央政治局会议和领导老挝人民革命党中央书记处工作外，亦兼任国防和治安委员会主席，统帅老挝人民军。国家主席是名义上的国家元首，由老挝国会根据国会常委会的提议选举产生，任期为5年，同时也是宪法规定的老挝人民武装力量名义上的统帅。国家副主席负责协助国家主席工作，由国会选举产生，可在国家主席不能履行职权时代行其职务。老挝全国人民代表大会为非常设性的“国家最高权力机关”，闭会期间由国会行使权力。老挝全国人民代表大会仅召开过两次，1950年于内战期间由巴特寮召开，1975年老挝人民民主共和国建立前夕召开，决定建立人民民主共和国:120-121。国会和所有国家机关，按照民主集中制的原则建立和活动。
老挝宪法规定，国会是立法机关，负责制定宪法和法律，同时也是行政和司法机关的检察机关。国会根据国会常委会的提议，选举或罢免国家主席和副主席；根据国家主席的提议，审议政府官员的任免。国会每届任期5年，每年由常委会召开两次例会。国会议员由地方选举产生。国会闭会时，由国会常务委员会行使职权。政府是行政机关，设18个部及央行、国家主席府、总理府3个直属机构，由政府总理、副总理、部长和部级委员会主任组成，任期5年。老挝政府总理为政府首脑，主要职责为指导和主持政府工作；此外，在各级行政区划单位设立省长、直辖市长、县长和村长。老挝司法机关包括人民法院和人民检察机关。人民法院是审判机关，由最高人民法院、各级行政区划人民法院和军事法院组成，最高审判机关为最高人民法院；人民检察机关由人民检察长公署、各级行政区划人民检察院和军事检察院组成。最高人民法院院长和人民检察长由国会选举任免。
现任老挝人民革命党总书记兼国家主席是通伦·西苏里， 国家副主席是巴妮·雅陶都和本通·吉玛尼，政府总理是宋赛·西潘敦，国会主席为赛宋蓬·丰威汉。

### 人权问题
人權一直是寮國政府和西方爭論的議題之一。西方政府和非政府組織一直以來都認爲寮國的人權狀況惡劣，但寮國當局卻予以否認。寮國當局曾表示「國家安全、公共秩序、社會道德」的地位要高於「人權」。自由之家將寮國的自由度評爲最差的「7」等。國民的言論自由等政治權利受到了當局的限制。當局也被指有逮捕及關押異議人士。人權觀察認爲寮國近年來在人權方面「沒有任何進步」，非法監禁現象依然存在，勞工權利受到限制。
上世紀60年代，美國曾經利用寮國的苗族人來對抗北越。但後來寮國人民黨奪取寮國政權，很多寮國人擔心被報復而逃到了泰國。1975年后，30万苗人中约有12万选择逃离老挝，他们大多移居美国:43。而寮國政權則被控曾對留在國內的苗族實施種族滅絕。老挝政府的宣传则声称，在寮國人民黨建立政權後，寮國苗族人的生活得到了很大改善，而且苗族人正「積極參與國家事務」。

## 外交

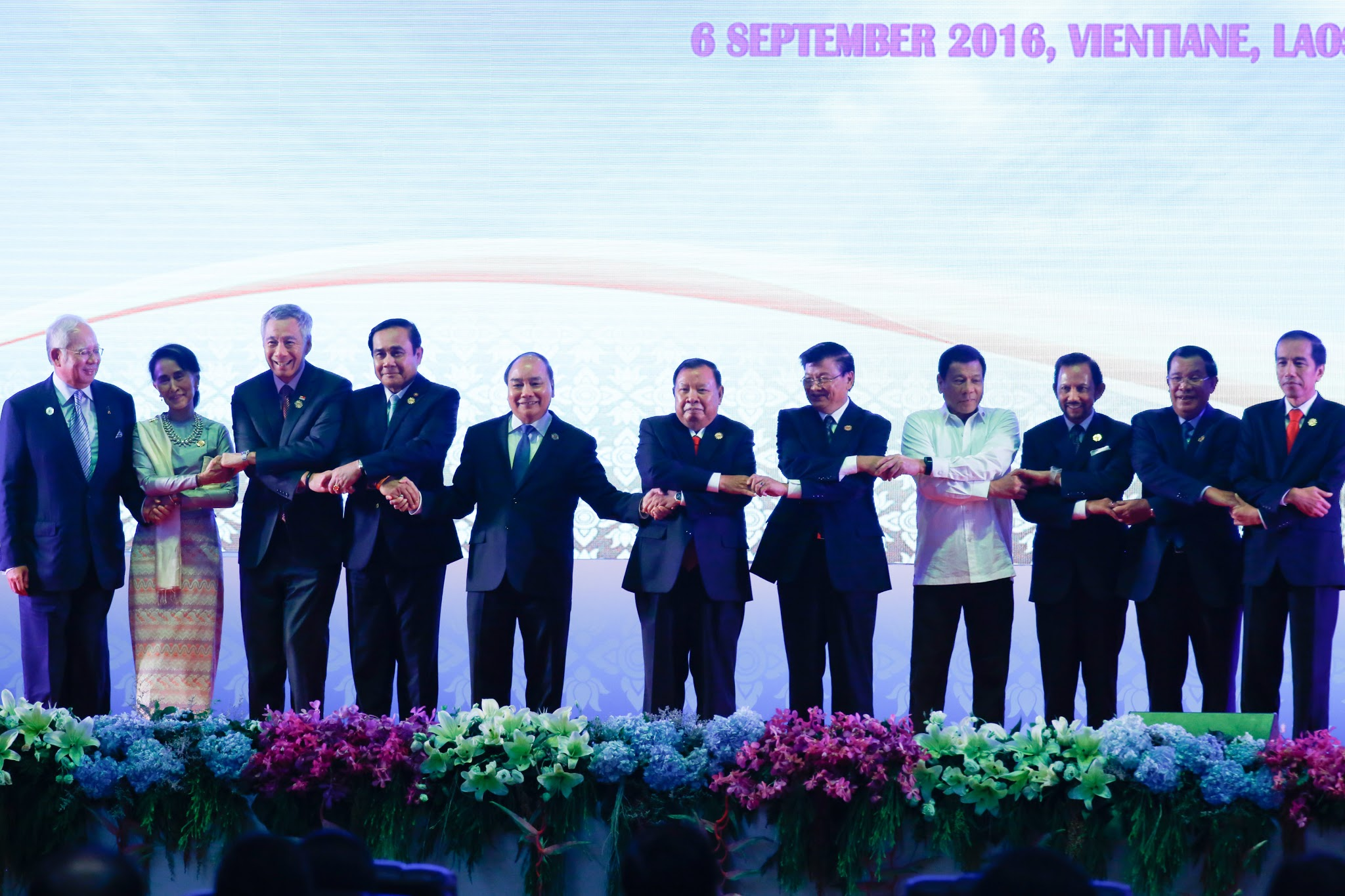
2016年，老挝首都万象主办的东盟峰会

老挝宪法规定，老挝奉行和平、独立、友好和合作的外交政策，原则是和平共处，互相尊重独立、主权、领土完整，互不干涉内政和平等互利。
寮國目前是聯合國、东南亚国家联盟、世界贸易组织、东亚峰会和法语圈国际组织成员。1955年，新独立的老挝王国加入联合国，1975年12月2日更变会员国名称为老挝人民民主共和国。1997年7月，老挝正式加入东南亚国家联盟，于2004年和2016年两度担任轮值主席国，成功举办东盟峰会和东亚峰会。老挝是大湄公河次区域经济合作成员。2013年加入世界贸易组织。
老挝人民民主共和国在1975年建立后，一度奉行亲苏亲越的外交政策，同美国、东盟甚至中国保持敌对。苏联一度为老挝的最大援助国。越南战争期间，北越在老挝境内建立胡志明小道，支持南越的越南民族解放阵线游击队；巴特寮组织试图控制老挝政权期间，获得了越南人民军的大力援助，在老挝人民民主共和国建立后，越南亦派军帮助老挝人民革命党统一全国。1977年，老挝同越南签署《越友好合作条约》，建立“特殊团结友好关系”。1978年，因越南入侵柬埔寨，中越关系交恶。老挝政府多次声明“在任何时候都会站在越南一边”，亦同中国交恶。中越战争期间，指责中国为“国际反动派、大国扩张主义”，结束同中国的经济合作:280-281。1986年，老挝人民革命党第四次全国代表大会决定在外交上实行对外开放、广交朋友的政策，外交方针发生转变:102。1989年，中老兩國关系正常化，得到全面恢复和发展，自此後兩國在不同领域的交流合作不断深化。1991年，日本取代苏联成为老挝最大援助国。2002年老挝人民革命党七大又制定“少树敌、广交友”的外交方针:110。1992年8月，老挝同美国恢复互派大使关系；2005年，美国给予老挝正常贸易关系待遇。1997年7月，老挝加入东南亚国家联盟。2009年，老挝同中国建立全面战略合作伙伴关系。2016年，美国同老挝建立全面伙伴关系。
1975年老挝人民民主共和国建立后，长期同越南保持紧密关系，“老越友谊”获得两国长期的政治宣传。1977年，老挝同越南签署《越友好合作条约》，建立“特殊团结友好关系”。自20世纪70年代至80年代中期，越南在老挝政治、军事、经济和外交领域一度保持着极大的影响力，越南派往老挝的专业人士和顾问达到6,000人，越南人民军在老挝的驻军曾达到6万人，较老挝军队的人数还要多。越南共产党亦曾设立“西方工作委员会”负责老挝国策的制定和政府人事的安排，党政各部专设一名负责老挝事务的副部长:292。这一局面在20世纪80年代后期出现转变，越南撤回大部分顾问及90%的驻军，但两国仍然维持着密切的高层来往，维持特殊关系。老挝人民革命党与越南共产党皆于1986年宣布实行革新开放政策，推行市场化的经济改革。至2016年底，越南在老挝投资累计达51亿美元，主要涉及能源、服务、基础设施、矿产、金融、农业和林业部门。2019年，越共中央总书记、国家主席阮富仲访问老挝，老挝人民革命党中央对外部部长顺通·赛雅佳称：“老越关系始终是伟大友好、特殊团结、全面合作的关系，没有任何言语能够解释和描述老越关系的重要性。”

## 军事
老挝的军队称为老挝人民军，接受老挝人民革命党领导。老挝人民军前身为老挝爱国战线领导的“寮国战斗部队”，始建于1949年1月20日，1965年10月改名为老挝人民解放军，1982年7月改称现名。最高领导机构是中央国防和治安委员会。实行义务兵役制，服役期最少为18个月。受限于国力，老挝尚未有国防科技及国防工业，军事力量相对薄弱、装备较为落后。老挝军队的主要任务为边防和维持国内安全，兵力主要在湄公河沿岸布防。其武器装备主要来自1991年前苏联的援助，亦有部分来自中国和越南援助:228-229。其武装部队总兵力约6万人，其中陆军约5万人，主力部队编为5个步兵师；空军2,000多人；内河巡逻部队1,000多人；部队机关院校5,000人。
老挝宪法规定，老挝人民军由老挝人民革命党领导和指挥，老挝人民革命党总书记为事实上的武装部队最高统帅，其国防组织体系由人民革命党国防治安委员会、国防部和内务部组成。老挝人民革命党中央国防和治安委员会设立于1991年，为最高军事决策机构，由老挝人民革命党总书记、国家主席、政府总理、国防部长、内务部长和老挝人民军各总部最高长官组成，人民革命党总书记为中央国防和治安委员会主席。国防部执行国防治安委员会的决策，为军队最高行政管理机构，下设总参谋部、总政治部和总后勤部。内务部领导老挝警察部队。老挝武装力量由正规军、地方部队、预备役部队和民兵自卫队组成，正规军分为陆军和空军。老挝人民军陆军规模最大，包括5个步兵师，分别驻防包括首都万象在内的数个战略要地。老挝人民军空军包括两个飞行团，战斗机主力为21架米格-21战斗机:229-232。老挝内河部队于湄公河活动，军官均毕业于越南海军学院。2013年，美国中央情报局统计老挝军事开支约占其GDP的0.2%，位列世界第152位。
老挝人民军同越南人民军关系密切，两军高层互动频繁，老挝军队定期派遣军政干部赴越南深造，亦常派兵赴越集训。根据老挝和越南两国签订的军事合作协议，越南军队可进入老挝所需要的任何地区进行作战:236。

## 经济

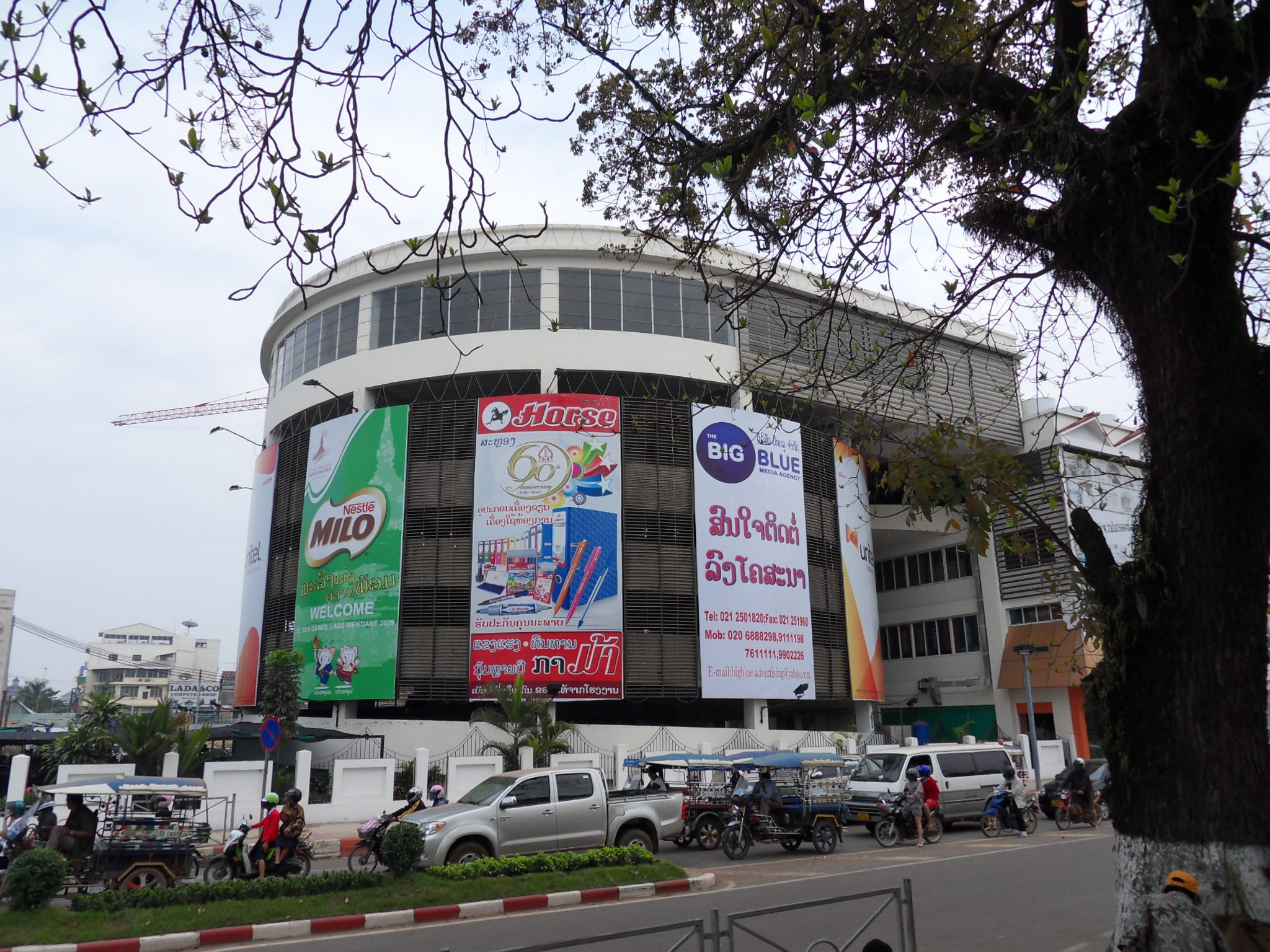
万象早市 (万象)的购物中心

老挝是较为贫穷的国家，被联合国认定为最不发达国家之一，其2018年国内生产总值在东南亚排行倒数第二位。老挝经济结构以农业为主，工业基础薄弱、发展较落后。老挝人民民主共和国建国后，一度实行高度集中的计划经济体制，尔后在1986年推行革新开放政策，逐步放开政府管制，转向以市场经济为主的混合经济模式，并在商品价格政策、工资制度、农业政策、工业管理体制等方面展开改革:154。由于一度的政策失误及东南亚金融危机的冲击，老挝未能改变其经济的落后状况:145。进入21世纪后，老挝迎来大量外部投资，并加入世界贸易组织等国际经济合作组织，其经济亦正迎来持续的高速增长。在2011年至2015年老挝的第七个五年计划中，老挝GDP年均增长率高达7.9%。2018年，老挝GDP实际增长率为6.5%，位列世界第16位，人均GDP已经超越邻国越南。

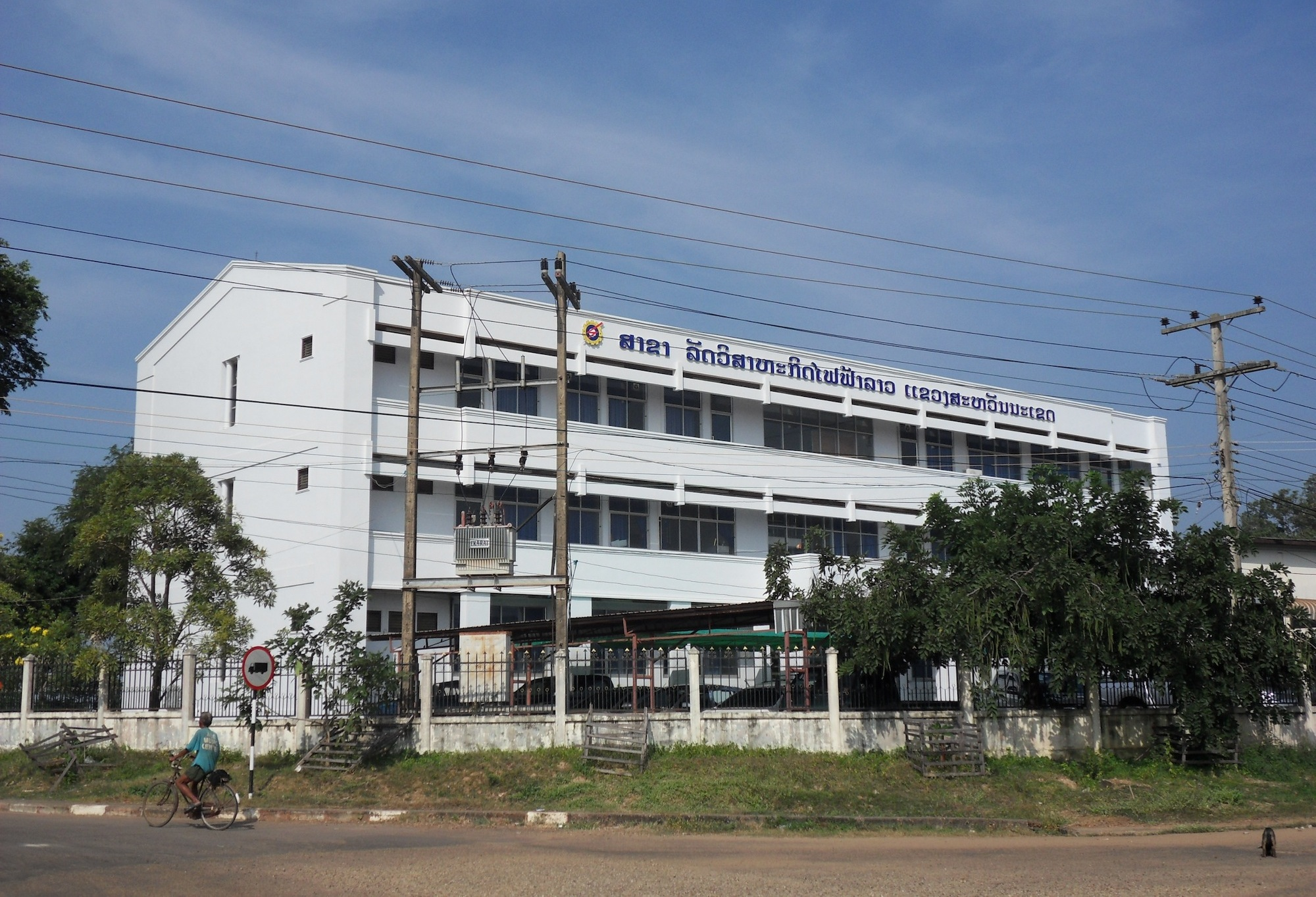
位于沙湾拿吉的外资电子代工厂

老挝的经济增长高度依靠外部投资，外来投资占老挝国民经济建设总投资的70%以上:157。2016年，老挝经济的累计最大投资来源国前三位分别是中国、泰国和越南。2011年，在韩国的技术及财政支持下，老挝证券交易所于2011年正式启动。1988年，老挝人民革命党第四届五中全会决定着重发展“干部职工家庭经济”，大量干部职工家庭在政府主导下走向富裕，其经济自种植、养殖、手工业发展到经商、流通、服务、科技和对外合作等领域，出现百万富翁和“新型资本家”，但亦使得贫富分化现象日渐严重。快速的经济发展亦引起人才外流问题，根据2015年估计，有37%受教育的老挝人居住于国外。
2016年，老挝制定的第八个五年计划提出要加快完善基础设施建设，加快农村开发，建立工业基础，开发人才资源；到2020年，摆脱不发达国家的行列。其2016年至2025年的“十年发展战略”，包括到2020年摆脱最不发达国家行列，实现可持续绿色经济增长，人力资源开发，可持续和绿色环境的建立、高效利用自然资源，加强政府社会管理职能，融入国际一体化，和工业化、现代化战略，共7个“子战略”。其2030年愿景亦提出达到中等收入国家水平:158-160。

### 农业

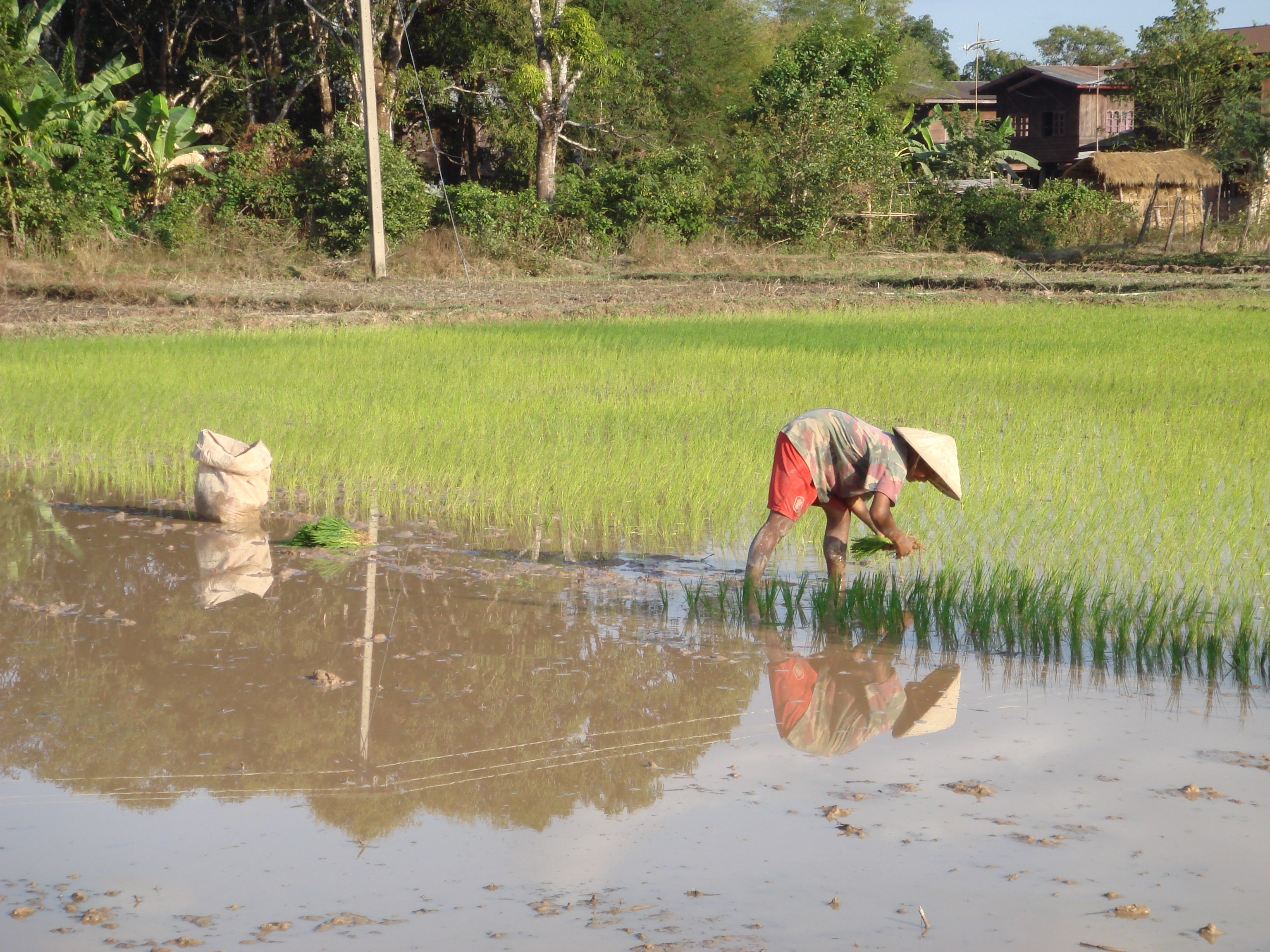
占巴塞地区的稻田

农业是老挝传统上的支柱部门，20世纪70年代时，老挝农业产值在其GDP中的占比为70%至80%；2015年，占比17.59%:160。老挝可耕地面积500万左右，森林覆盖率达到60%。老挝2/3的可耕地面积尚未被开发利用，《老挝社会经济统计资料》和《老挝年鉴》统计的2015年老挝耕地面积为134.58万公顷。老挝的粮食作物主要有稻谷、玉米、薯类和豆类，单季稻的种植面积占粮食种植面积一半，为老挝的主要粮食作物:164-165，2016年稻谷产量约343万吨，约77%的老挝农户实现稻米自给。糯米是老挝人的主食，因此老挝人主要种植糯稻。经济作物主要有绿豆、黄豆、花生、烟草、棉花、甘蔗、咖啡和茶叶，其中咖啡的种植面积居首位，占经济作物总种植面积的一半:165。
老挝亦盛产热带水果，芒果年产量1万吨至2万吨，老挝人称之为“果中之王”；葡萄柚是老挝名产水果，年产量2万吨至3万吨；木瓜为高产水果，年产量超过10万吨。此外，万象地区特产檀香；安息香则是老挝主要特产，产量占世界总量的70%，用于化工和医药原料，年产量达50余吨:169-170。按照人均占有量计算，老挝为东南亚禽畜最多的国家之一，全国有150多万公顷天然牧场，民间畜禽养殖历史悠久，几乎每家每户都从事家畜和家禽饲养:173。老挝林业资源丰富，森林面积达到1,400万至1,500万公顷，但木材蓄积量因森林砍伐等问题逐年减少。由于工业基础薄弱，老挝的林业资源开发程度并不高:174。

### 工业

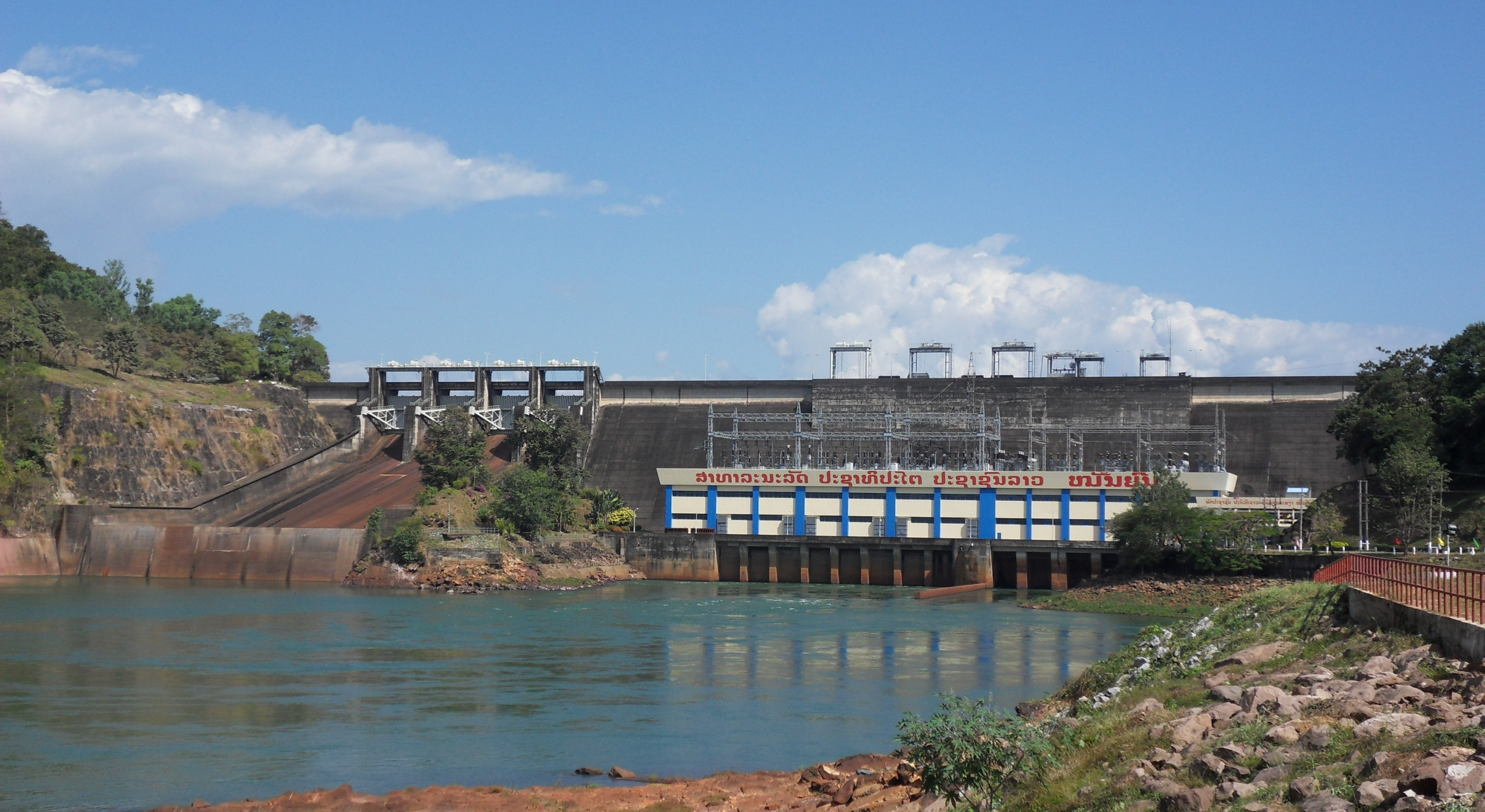
南俄河的南俄河水电站一号壩

老挝工业基础薄弱，技术、资金、人才条件皆较为欠缺。2015年，老挝工业产值在GDP中占比为27.7%:176-177。老挝工业经济的支柱产业为水力发电，依靠湄公河的水力，老挝在20世纪90年代以后提出“将老挝建成东南亚蓄电池”的目标，大力发展水电产业，使之成为国际投资的主要部门。老挝的年总发电量在1985年仅有9.30亿千瓦时，到1995年亦仅有10.85亿千瓦时，但在水电站计划初步集中落实建成后，这一数字在2010年至2011年已经达到40亿千瓦时；到2015年，第七个五年计划结束后，老挝水力发电站的年发电量已经达到333.246亿千瓦时；2016年，老挝建成投产的水电站有42座，年发电量338亿千瓦时。老挝大部分电力用于出口，主要销往泰国、柬埔寨和越南，其中泰国为老挝电力出口主要市场:180-182。
老挝矿业的开发仍较为落后，正进行大规模的矿藏勘测计划。已进行开采的矿产包括锡矿、白云石、煤矿、石膏等。棉纺织业是老挝相对发达和普遍的部门；服装加工业在21世纪以来也获得较快发展:182-189。2008年，老挝同意與越南合作探勘南部兩省的石油。

### 旅游业

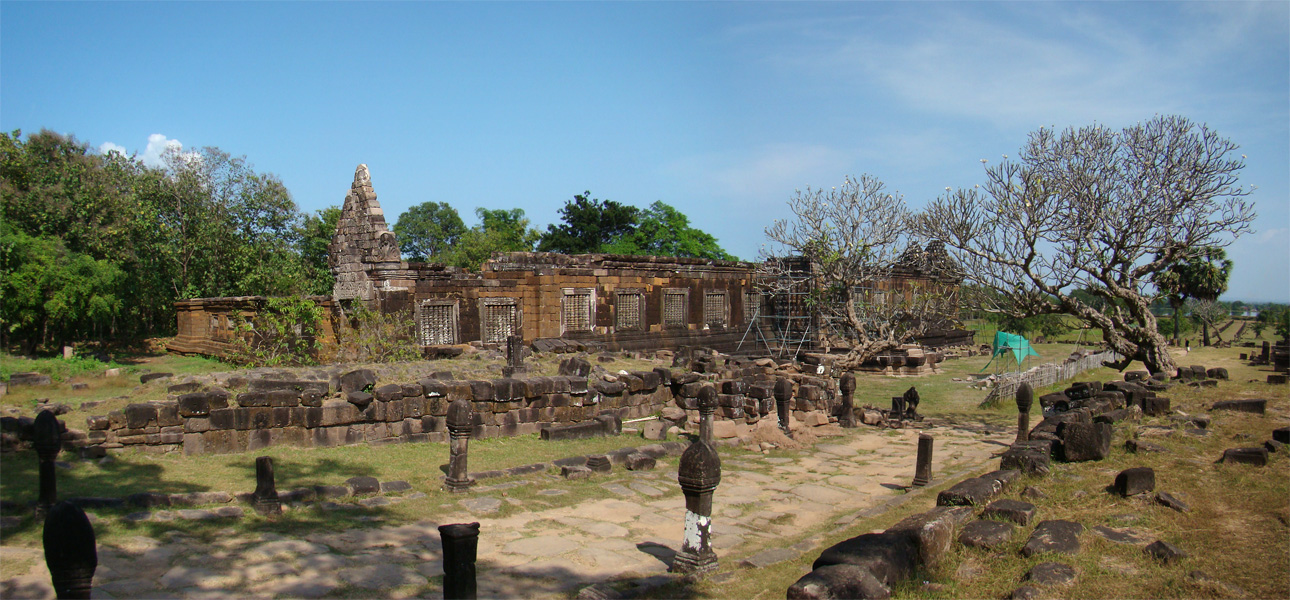
瓦普寺

老挝旅游业在进入21世纪后增长迅速，国际游客数从1990年的8万人涨至2010年的187.6万人。2010年，老挝每10.9个工作岗位就有1个属于旅游业。由国际游客产生的出口利润达到2.703亿美元，占2010年老挝出口总利润的15.5%。2015年，老挝境内游客数量达到468.4万人次，收入达7.25亿美元:215。
老挝境内的旅游资源包括：琅勃拉邦城区的佛教文化景观和殖民时代建筑；万象的美食文化和古迹；石缸平原地区的历史文化遗产；孟威和万荣的背包旅行路线；桑怒的老挝内战战场址；丰沙里和琅南塔的山区部落文化；南艾普洛的野生动物栖息地；他曲一带的洞穴和瀑布；四千岛的孔恩瀑布与短吻海豚景观；占巴塞的扶南遗迹瓦普寺；以及布拉万高原的瀑布和咖啡文化。2013年，欧洲贸易与旅游委员会（ECTT）鉴于老挝丰厚的历史和建筑遗产，将老挝定为“年度世界最佳旅游目的地”。
1989年10月，老挝政府部长会议发布发展旅游业决议。1990年，老挝政府成立贸易与旅游部，并在各省建立旅游服务公司，外资占股六成。老挝国家旅游局负责管理老挝旅游业，各省市设有旅游管理办公室，同海关、计划投资部协作，增设通关口岸、延长签证停留期，并对部分国家免除签证，吸引国际游客。老挝政府允许外国投资者独资经营酒店、餐馆，允许其与老挝企业或个人合资开办旅游公司。

### 交通

磨万铁路万象站。磨万铁路开通后，老挝铁路同中國鐵路網相連

老挝的基础设施建设较为落后。2021年之前国内唯一一条铁路是跨越的万象—廊开—曼谷线，国内段的起点是泰寮友谊大桥，终点是万象塔纳楞车站，连接泰国廊开至曼谷的铁路网络。2016年，连接老挝与中国边境勐腊县口岸至万象的磨万铁路正式开工，并于2021年12月3日建成开始营运，從而和中國鐵路網相連，沟通首都万象和古都琅勃拉邦。
公路运输长期是老挝主要的运输方式。2015年，老挝公路总长55,079公里，主要是碎石路（21,410公里）和泥土路（24,839公里）；沥青路有8,830公里。13号公路是20世纪20年代始建的贯通老挝南北重要城市的公路，为老挝公路交通干线，最初是单车道碎石路，于90年代开始扩建改建，现为全天候标准沥青公路:210。内河航运也是老挝重要的交通运输方式，有2,200公里全年通航的河道。湄公河连接了上寮、中寮、下寮三部分地区，各支流亦形成可通航的航线；然而湄公河的交通开发仍然落后，利用率和运力都不甚可观:201。
与公路和水路运输相比，老挝的空运相对发达。国内主要的国际机场有万象的瓦岱國際機場、琅勃拉邦的琅勃拉邦国际机场和巴色的巴色国际机场，也是国内主要使用的机场，其他机场不少是内战时期美军修建的军用机场，陷入废弃。老挝航空是老挝国有的航空公司:208。曼谷航空、越南航空、亞洲航空、泰國國際航空、中国东方航空和勝安航空也负责部分航线运营。

## 人口
2020年，老挝共有约745万人口；老挝政府每隔10年举行一次人口普查，最近一次在2015年:20。全国人口分布不均，绝大多数人口居住于湄公河水系的谷地，万象的人口密度达209人每平方公里，而全国平均人口密度仅是27人每平方公里。老挝是多民族国家，因此“老挝人”更像是一个政治概念，指持有老挝国籍的人。总体上讲，老挝是亚洲人口最为年轻的国家，2019年的年龄中位数为21.6岁。

### 民族

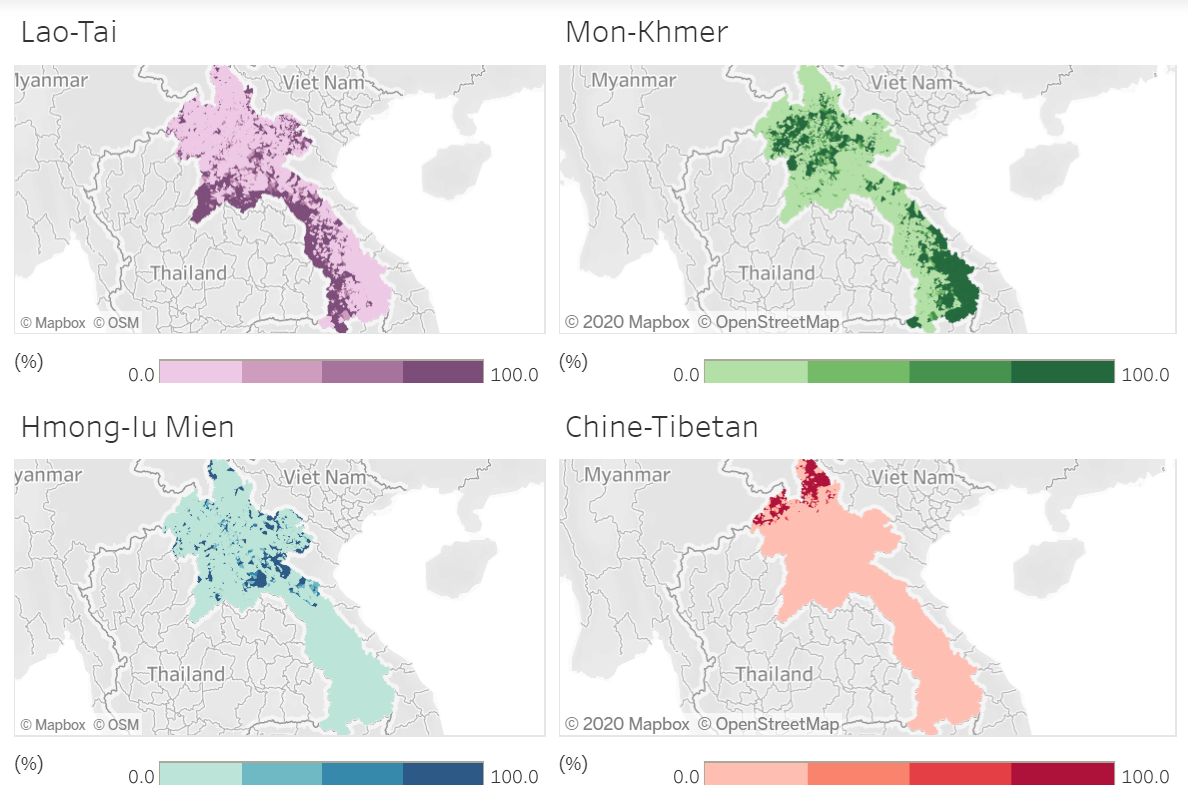
依照母语系属划分的老挝民族分布图，分别是壮傣语族、孟-高棉语族、苗瑶语系和漢藏語系

過去习惯将老挝民族按照居住地势分为三大民族集团：老龙族、老听族和老松族。传统上，老龙族居于海拔700米以下的平原地区，老听族居于海拔700至1,000米的丘陵地区，老松族居于海拔1,000米以上的山地地区。近60%人口属于老龙族群的佬族，使用老挝语，佬族文化构成了老挝的主流文化。佬族是泰語民族，和泰國的泰族、緬甸的掸族、中国的傣族文化相通，他们在公元第一个千年内自华南地区南下，来到东南亚定居。在老龙族群内部，有区别于佬族的其他泰傣民族，如黑泰、白泰、紅泰、傣那等，他们主要定居在坡地流域，而非湄公河冲积平原:52。
在老挝中部和南部的山区，主要是老听族群的分布地区，占总人口的30%。老听族大多使用孟-高棉语，本是老挝北部地区的原住民。山地则是老松族的居住地。老松族中有许多白苗、青苗人口，此外还有瑶族、掸族和一些使用藏緬語的族群。他们文化各异，约占人口的10%。老挝国内一些越南人、華人和泰人分布，主要居于城镇，不过不少此类外来人群都在20世纪40年代末离开老挝，移居到越南、香港或法国。
按照老龙、老听和老松划分民族的传统办法在近年来逐渐被老挝政府弃用，2005年，老挝中央建国阵线民族局发布《老挝人民民主共和国民族》，正式地将老挝民族划分为49个，并以母语归属划分族群，分为壮傣语族、孟-高棉语族、藏缅语族和苗瑶语族:23。

### 语言
老挝的官方语言是老挝语，为佬族的母语，属壮侗语系壮傣语支，使用老挝语字母书写。老挝字母产生于13世纪至14世纪，源自古高棉字母，和泰语字母很相似。克木语、苗语是主要的少数民族语言。一些先天性耳聋病发率较高的地区使用老挝语手语。
受殖民历史影响，老挝的政治和商贸领域仍然留有法语的使用。超过三分之一的老挝学生接受法语授课；法语也是当地学校主要教授的外语。全国不少路牌都使用老挝语和法语双语标示。英语和汉语在近年来逐渐成为较多人口学习的外语。

### 宗教

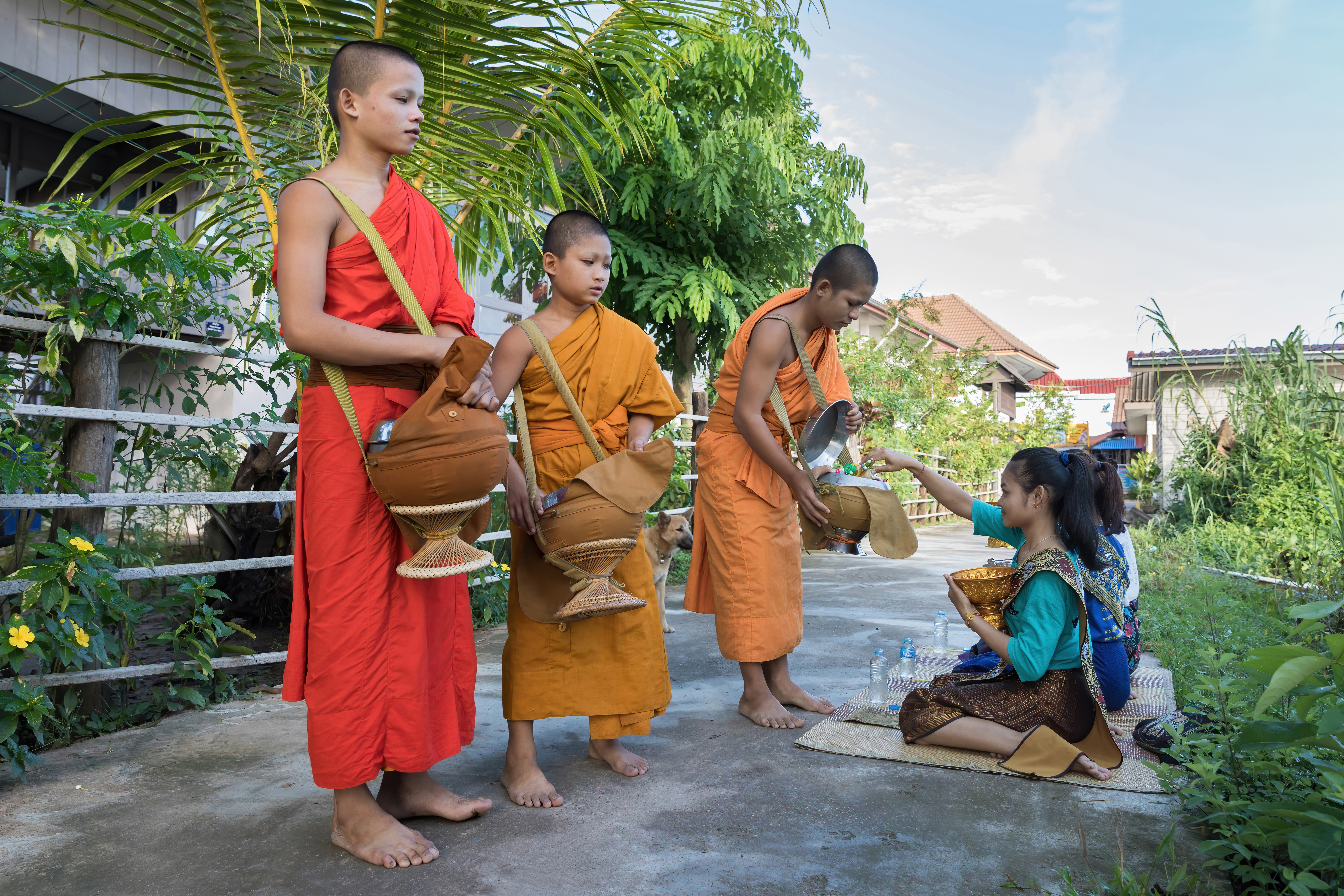
四千岛接受供养的沙弥

根据2010年的统计，老挝66%的人口信仰上座部佛教，1.5%的人口信仰基督教。有32.3%的人口信仰泰语民族民间的原始鬼神崇拜，主要是老听族群。上座部佛教是老挝历史上的国教，也是老挝分布最广的宗教，是老挝文化的重要组成部分。老挝有近2,000座佛寺，2万多名佛教僧侣。老挝佛教徒使用贝叶经，多用巴利文刻写。佬族的每个村寨基本都建有佛寺，建在村寨中心的平坦地带。传统观念认为所有老挝男子佛教徒都必须出家一次，是否曾出家为僧成为判断人品的标准，许多老挝儿童在7岁便剃度成为沙弥，在佛寺学习；成年后需继续在佛寺修行一段时间。寺院也成为老挝人进行教育、医疗、体育和娱乐的重要场所。许多儿童在佛寺中完成幼年教育，大的佛寺会开设教授佛学的巴利语学校，佛寺中还会教授雕刻、木工、陶瓷等技术；佛寺中存有传统草药药材和药方，由僧侣在佛寺中为民众治病；寺院成为当地居民的议事所、社交场所和歇息场所，也用于体育和娱乐活动；佛寺中收藏文学艺术作品，甚至是佛教圣物，成为文化传播的中心:35-38。老挝人会在佛历12月（公历11月）的满月期间庆祝塔銮节，聚集至万象塔銮庆祝、朝拜、布施。老挝的语言、艺术、历法和习俗等各方面都受到上座部佛教文化的深重影响:38。
尽管老挝人民革命党主张的马克思列宁主义支持无神论，历史上的巴特寮和老挝人民革命党并未针对老挝佛教文化作出大规模的批判或毁坏，而是利用佛教的影响力进行自我宣传，达到“宣传、教育、团结各民族”的目的:35，在官方宣传中将佛教信条和马克思主义相结合，如声称佛教的许多主张和信念与马克思主义哲学的联系，都倡导人人平等、实现终极福祉；尝试论证佛教佛法的“革命性”和“进步性”；声称佛教是有益而正义的思想，唯因发源于前工业时代而具有一定局限性，而马克思主义则是工业时代的科学思想，二者可以在取得兼容——但须舍弃佛教信条中有关因果、业报和鬼神之说的落后思想。政府要求佛教僧侣研究政府官方的解读，遵守老挝人民革命党的宗教政策；政府官员也大量参与佛教活动，在塔銮节期间会有政治局成员供养僧侣，佛教文化也被视为老挝的民族文化而被党内要求在一定程度上予以尊崇，塔銮出现在老挝国徽上。如今老挝的僧人和一切宗教事务都由政府宗教事务部管理:55。
老挝佛教的一些观念也融合了本地原始信仰的元素，老挝人的日常习俗中也保留有许多民间信仰成分，如认为人体中有灵气，在重大的人生节点前举行特殊仪式，称为招魂仪式、拴线仪式或“巴西”（ basi； baisi），以召回失散的灵气。在欢迎宾客和归来的旅者、庆祝病患康复时也会举行招魂仪式。招魂仪式仍然是老挝人婚礼和起名仪式的重要环节。老挝政府如今禁止佛教僧侣拜神，但允许民间的灵气崇拜；同时，老挝政府取缔法宗派，独尊大宗派。法宗派是泰国君主制衍生的佛教教派，老挝政府视之为异端和帝国主义文化渗透的工具:55。

### 教育

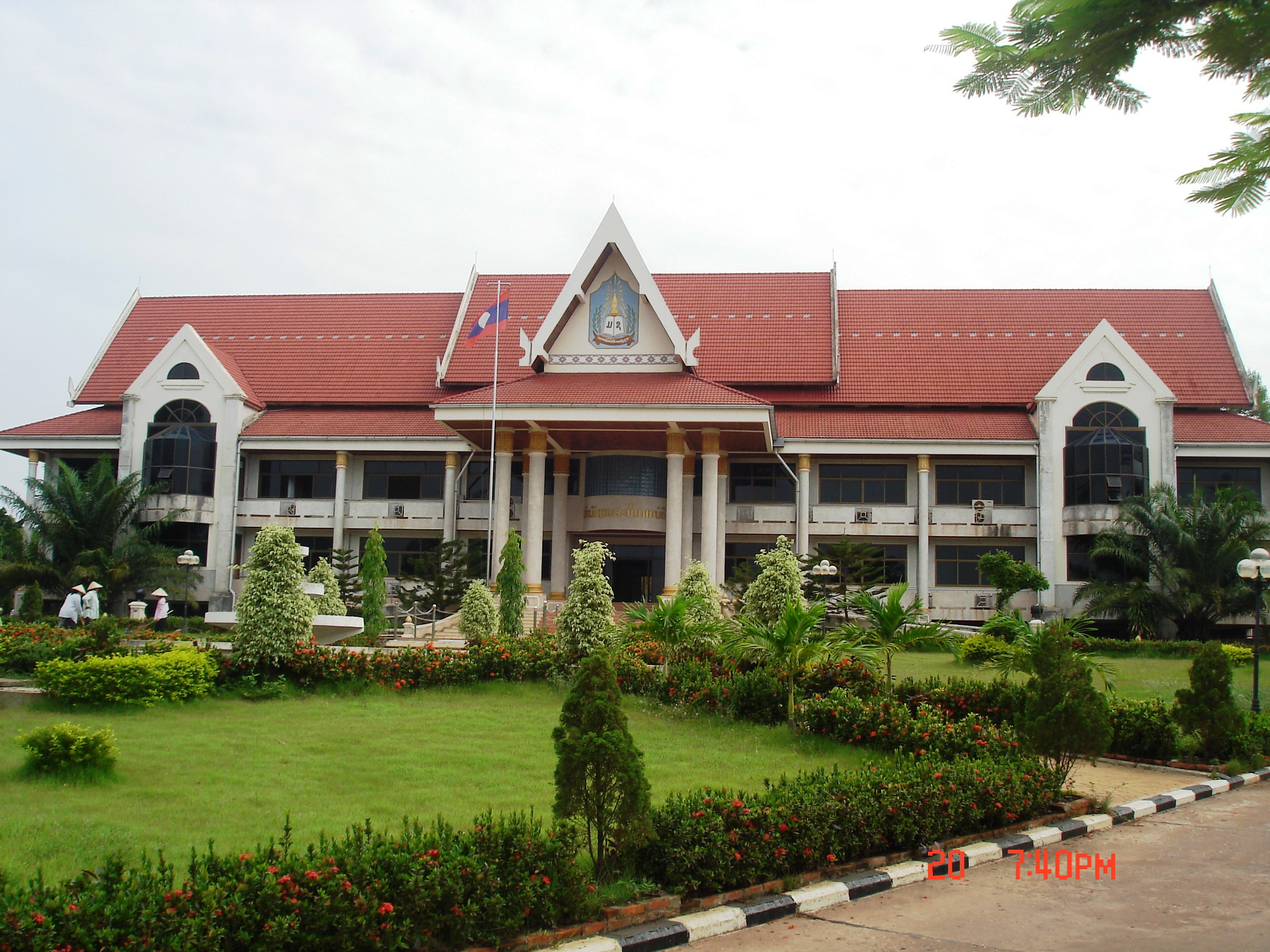
老挝国家大学

老撾基礎教育的現行學制是小學5年、初中3年、高中4年。老撾教育的發展水平相對較低，2008年至2012年統計數據表明識字率爲72.7%。老撾教育目前面臨着教學資源缺乏、教師數目不足等問題。居住在貧困地區的許多學童難以參加定期學習。唯老撾政府目前已加大在教育領域的投入，並已取得一定成效。
老挝国家大学位于万象，成立于1995年，是老挝高等教育的最高学府:254。另有苏发努冯大学、占巴塞大学等数所学校，也承担了该国高等教育业务。老挝作为低收入国家，面临着严重的人才外流问题，许多受到良好教育的人群皆选择移民外国。根据统计，在受过教育的老挝人中，有37%居住在国外。

### 医疗卫生
老挝人民民主共和国建立后，即着手改善国内的医疗卫生观念和条件。以往的老挝人的洗浴用水、饮用水都是来自河溪、浅井的地表生水，水质不佳，有较大的健康隐患，疟疾也是流行的传染性疾病。20世纪90年代以来，老挝医疗机构和外国相关机构合作，引进医疗设备和医护人员，城镇卫生环境的条件有所好转，但大部分农村地区的卫生条件依然不佳，存在缺医少药的问题:246。
2017年，老挝人口的预期寿命为男子62.6岁，女子66.7岁；2007年的健康期望寿命为54岁。2006年，政府在卫生领域的支出约占GDP的4%。

## 文化

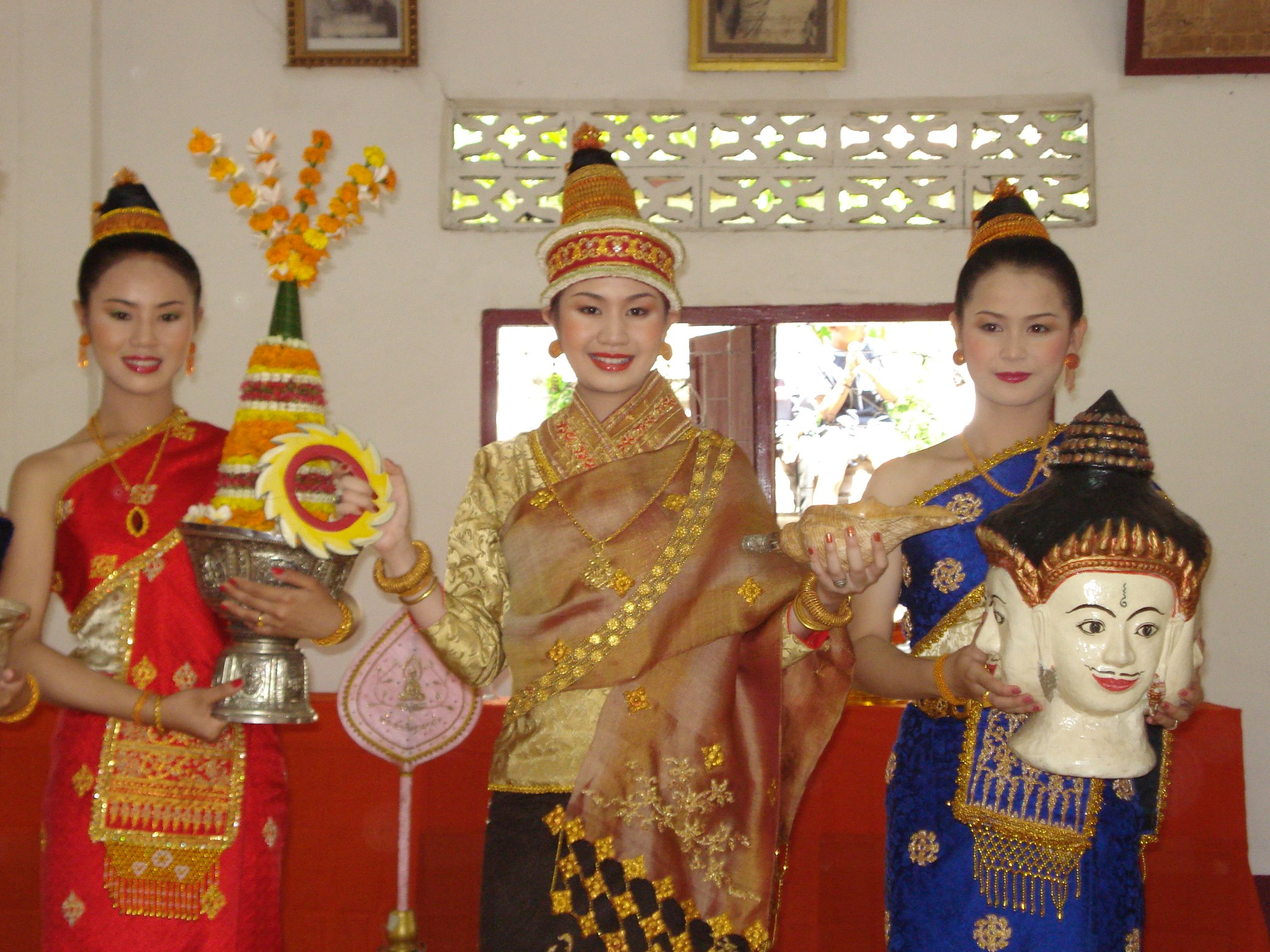
身着传统服饰苏老的老挝女子

老挝传统文化受印度婆罗门教和上座部佛教影响重大，与高棉文化、泰国文化和缅甸文化有一定相似之处，近代又因殖民原因受到法国文化一定影响。东部以安南山脉和中华文化圈的越南隔开:48。老挝作为多民族国家，有着多样的文化:260。
老龙族群居住在富饶的湄公河流域平原，是历史上澜沧王国的统治者，创造了繁荣的文化，因此一般来说老挝传统文化主要是低地老龙族群的文化。老龙人传统上居住在吊脚楼里，种植水稻，信仰上座部佛教，带有一定民间信仰特征。老龙族人的传统服饰成为现代老挝的民族服装典型，称为，意为“老挝服饰”。老听族群内部各民族的关系比较松散，最大民族是克木族。老松族群中的最大族系是仡蒙人，或称苗人，种植旱稻和玉米。老听族群和老松族群传统上实行刀耕火种，文化主要是部落文化，如口述历史、万物有灵、图腾崇拜等。
老挝艺术带有浓厚的佛教色彩，但由于老挝作为独立强权的历史比较短，所以老挝的艺术和邻国如泰国、柬埔寨、缅甸相比，时间跨度较短，风格也相对单调。还有许多精美的艺术品遭到外族劫掠，例如被泰国人掳走的大玉佛。当代老挝艺术在万象和琅勃拉邦等城市有一定发展，编织品是比较常见的艺术品种类:58。
糯米是老挝人的主食，食用糯米是老挝人认同的一种来源，老挝人有自称为“糯米的后代”。食用糯米被视为老挝文化的重要特征之一:72。

### 文学

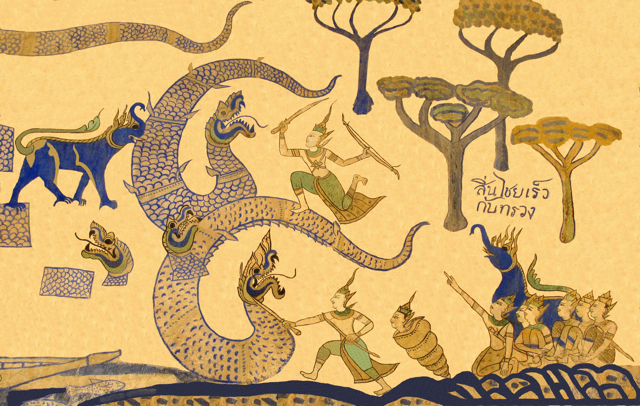
《桑信赛》的绘画作品，描绘了英雄信赛与大蛇搏斗的场面。《桑信赛》是老挝深入人心的杰出史诗作品

老挝传统社会重视文学。老挝文学涵盖的领域很广，包括宗教、哲学、散文、史诗、诗歌、戏剧、历史纪实、法律、占星学、民俗仪式、语言学、喜剧、虚构故事和纪实等。在老挝文学中，宗教和哲学故事常常和民间故事结合。老挝人认为文学创作的意义在于追求更深层次的宗教和哲学造诣。同时，口头传统也和书面文学共存互补。古典文学和宗教文学并没有个人著作权的概念，没有固定的原本形式，而是在不断的叙述和再创作之中演变着，这些作品一般刻写在贝叶上，存储在木匣中，藏于佛寺之内。
老挝历史上最早的文学创作始于高棉帝国统治时期，罗摩衍那和摩诃婆罗多的史诗故事流传较广，也成为诸多诗歌的重要的创作和翻译来源。佛教传入后，老挝诞生了许多以佛经故事为来源的文学作品，著名的有源于巴利三藏中本生经的《佛本生经故事》，又称摩诃迦陀卡，是包含了500多篇本生经故事的总集，其中须达拿太子的故事最为杰出著名。罗摩衍那的老挝语版本《帕拉帕兰》被视为老挝的民族史诗，“帕拉”（Phra Lak）即罗什曼那，“帕兰”（Phra Ram）即罗摩。罗摩并非毗湿奴的化身，而是佛陀的化身；故事的地点发生在湄公河边，其中还包含不少和民间信仰相关的情节，如杀牛祭祀等。在老挝新年庆典期间，会有帕拉拉帕拉兰的公开诵读和表演环节。澜沧王国是老挝文学创作的高峰时期，在16世纪除翻译佛教经典外，出现了无韵诗的体裁，还出现了首部传说故事——《坤布伦故事》（Nithan Khun Borom），讲述了传说中的民族始祖坤布伦的事迹:261。
17世纪诞生了老挝文学史上的杰出史诗作品《桑信赛》，讲述了英勇的王子信赛（Sin Xay）击退邪恶，成功拯救被流放的母亲和姑母、继承王位的故事。信赛的故事深入人心，相关的艺术形象常常以绘画和雕刻的形式出现在老挝的佛寺中；现代革命者凯山·丰威汉被誉为“新时代的信赛”。2005年，老挝政府将信赛列为国家文化遗产，予以保护。桑信赛、须达拿太子和克木人的口头史诗陶洪（Thao Hung Thao Cheuang）并称老挝文学的三大名著。
现代老挝的文学创作逐渐脱离宗教影响。20世纪60年代至70年代诞生了许多老挝内战历史相关小说或纪实创作，多包含爱国主义和民族主义内容:262，这一时期的代表作家有玛哈西拉·维拉冯等人。

### 建筑

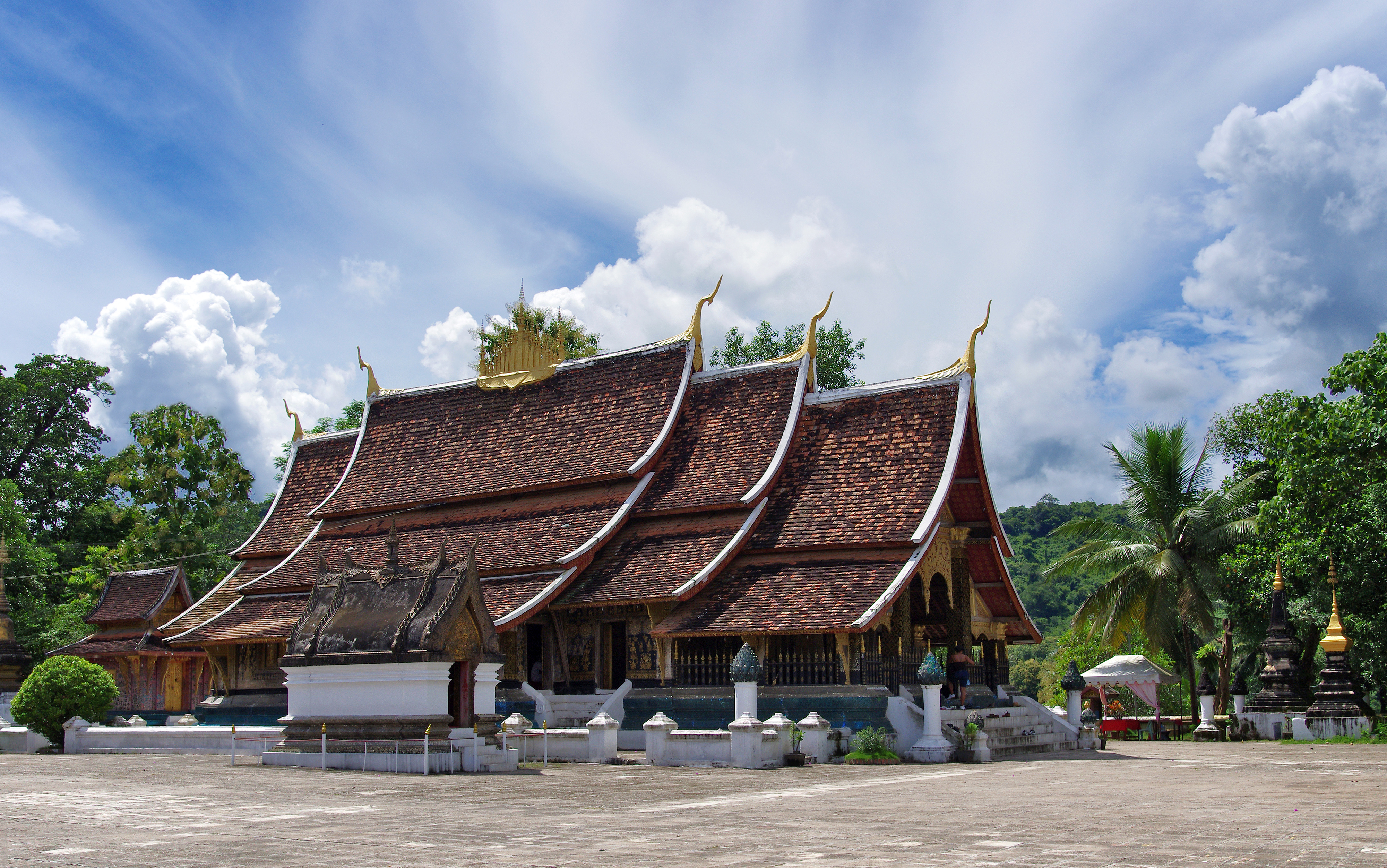
香通寺

老挝建筑艺术的成就集中体现在宗教建筑上，佛寺和佛塔遍布全国。老挝建筑艺术在16世纪至17世纪进入繁荣期，当时的澜沧王维苏纳拉、波迪萨拉和赛塔提拉主持修建了大量佛寺佛塔。老挝建筑艺术的典范之作包括万象的塔銮、玉佛寺、沙格庙及琅勃拉邦的香通寺:264等。琅勃拉邦古城是世界文化遗产，城内有三十多座寺庙，皆体现老挝人的建筑艺术:56。
老挝的佛教建筑大多为砖石结构，一般由拱门、戒堂、僧舍、修行住所、斋房、鼓楼、藏经楼和菩提树组成；戒堂周围摆放着八块镇邪石:72。老挝佛寺戒堂的风格分为三种：万象式、琅勃拉邦式和川圹式。万象式戒堂前建有大平台，上有檐柱，支撑装饰华丽的悬挑式殿顶。琅勃拉邦式戒堂和兰纳地区的佛寺风格有一定相似之处，殿顶较低，几乎触及地面，以香通寺为代表。川圹式戒堂的殿顶不分层，建在高台上，殿顶宽大，同时具有万象式和琅勃拉邦式的风格，不同之处是弯曲的山形墙:57。由于老挝内战期间，川圹地区受到大量轰炸，川圹本地的古佛寺几乎损失殆尽，如今只能在琅勃拉邦见到川圹式风格的佛寺。傣仂人的佛寺风格也很独特，有着开窗的白泥厚墙，山形墙呈弧形，殿顶分层，主要分布在沙耶武里省:57。老挝风格佛塔以塔銮为代表，特征是金字塔形的基座和向上倾斜的尖顶。著名的老挝风格佛塔有万象的塔銮、塔丹，他曲的塔西科塔邦；以及泰国依善的帕塔帕儂寺。
老挝人的传统住房则是简单的木房或竹茅房，以树叶或茅草盖顶，低地民族住在吊脚楼中:56。现代老挝建筑一度受到社会主义现实主义影响，但近年来寻求引入老挝传统风格实现创新，代表者有老挝国会大楼、琅勃拉邦机场大厅等:56。

### 雕塑

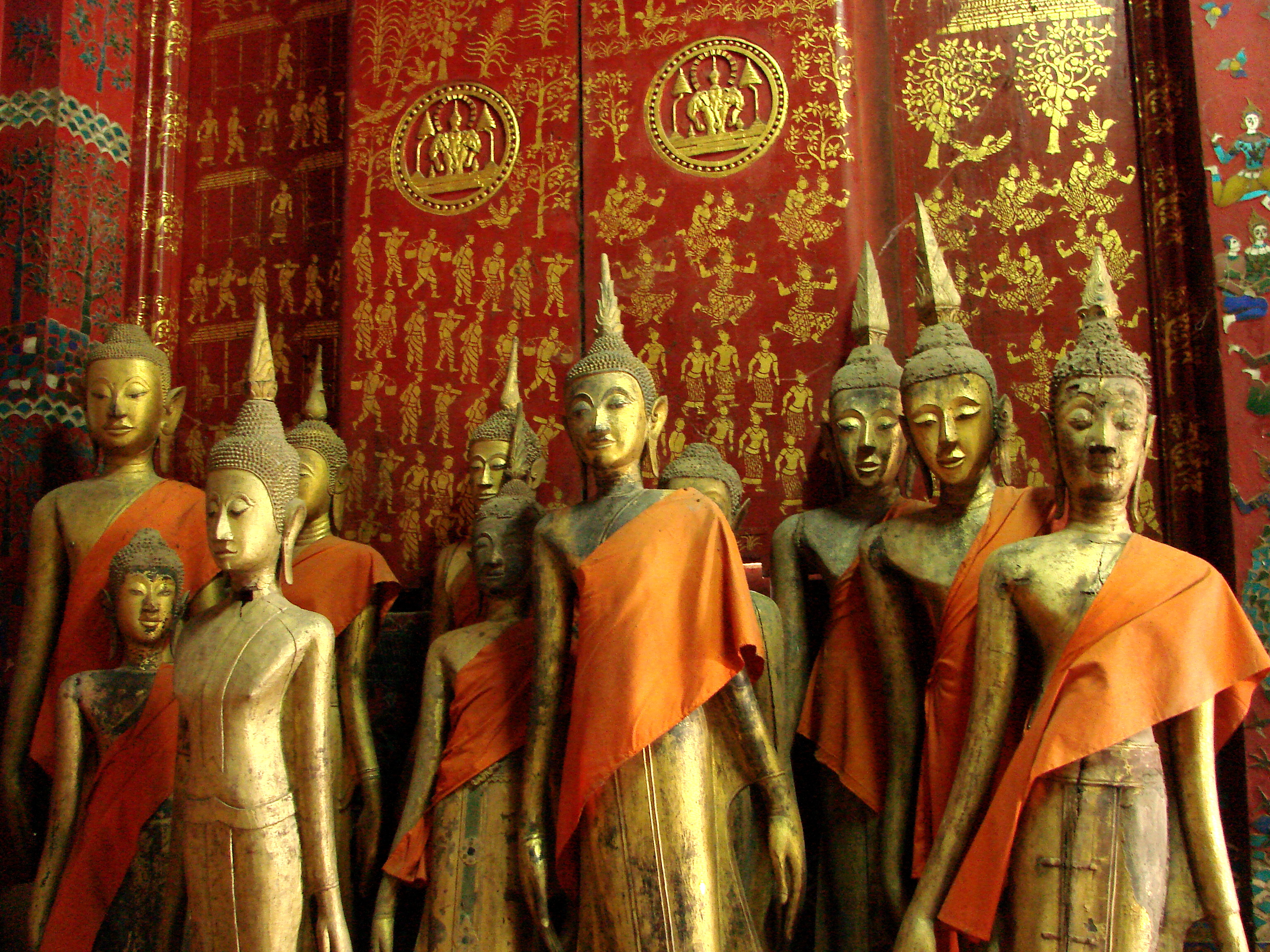
琅勃拉邦香通寺的“祈雨式”佛像

宗教对老挝艺术的影响可以集中反映在雕塑上。老挝在16世纪至17世纪的佛教雕塑较为著名，是老挝艺术颇具感染力的一面:57。雕塑通常使用青铜、石料或木材，主题一般是佛祖或是本生经故事中的人物。老挝佛雕的重要特点是其人物形象上的鹰钩鼻子、垂肩大耳和浓密卷曲的头发。老挝的佛雕有两种独创形式：一是“祈雨式”姿态，佛像双臂伸直靠在身体两侧，指尖朝下，佛袍挎在髋骨上、底部两边上卷，呈对称姿态；二是“禅思菩提树”，佛像姿态和祈雨式一致，但双手仰放在下腹之前:57。
老挝历史上著名的佛雕包括现在泰国的玉佛、森佛（Phra Sem）、赛佛（Phra Sai）、万象的翁德佛（Phra Ong Teu）、琅勃拉邦的勃拉邦佛、占巴塞的普塔布沙瓦拉佛（Phra Phuttha Butsavarat）。玉佛、森佛、赛佛、普塔布沙瓦拉佛和勃拉邦佛都曾被泰国人掳走，至今存放在泰国，只有勃拉邦佛被归还至琅勃拉邦。不过其中玉佛、普塔布沙瓦拉佛和勃拉邦佛并非老挝人的作品，而是源自高棉或兰纳地区，一度由澜沧王国取得；森佛、赛佛和翁德佛则是澜沧本土的作品。
琅勃拉邦的帕乌洞中存放有许多小型佛像，成为旅游景点之一:149。万象的佛陀公园有大量当代雕塑。

### 音乐及舞蹈

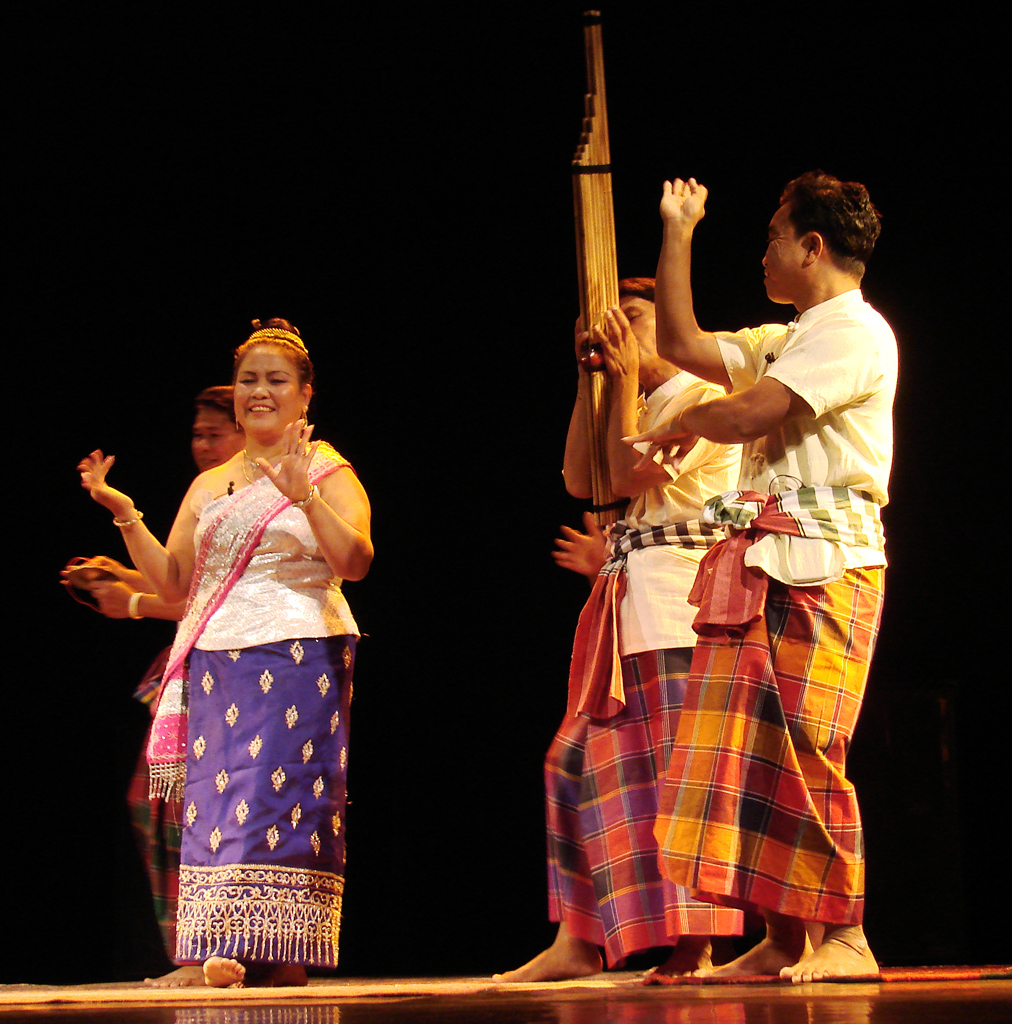
莫兰山歌表演

老挝宫廷音乐起源于高棉宫廷合奏曲，主要的乐器包括围钲、木琴、竹笙和筚管:59，其合奏乐类似于泰国的宫廷乐比帕。由于历史原因，老挝宫廷音乐的表演仅存在于宫廷而不普及于民间。自19世纪起，老挝宫廷兴起孔剧式的舞剧，这种表演形式在老挝王国覆灭后一度停息，在现代舞剧表演上有所重现:59。
在老挝民间，流行一种类似于山歌的民歌形式，称为莫兰。莫兰由一位或多位歌手领唱，结合说唱元素，歌词涉及的主题很丰富，甚至会包含秽语。传统上使用称为“坎”的笙类乐器伴奏，在现代甚至会加入电吉他、电贝斯和鼓，节奏也有所加快。莫兰在现代是颇受欢迎的音乐形式，被视为老挝民族特色之一，会有电视节目播放莫兰直播，在大城市也可以购买到莫兰歌曲的CD:59。
在21世纪之前，老挝语流行音乐仅限“乡村民谣”（luuk thung），是以恰恰舞曲和博莱罗舞曲的节奏改编的老挝民歌乐曲。2003年，老挝政府决定开放流行音乐的表演禁令，老挝语流行音乐开始发展。著名的歌手和乐队包括提达万（Thidavanh Bounxouay）、舞翻天（Overdance）、细胞（Cells）、LOG和阿鲁纳（Aluna）等。说唱组合LOG在泰国颇受欢迎，其单曲曾在2006年问鼎泰国流行乐排行榜:58。
老挝舞蹈可以分为老挝宫廷舞蹈和老挝民间舞蹈两种。老挝宫廷舞蹈是宫廷舞剧孔剧的一部分，源于高棉，因此和泰国、柬埔寨的宫廷舞蹈近似。宫廷舞有68个基本姿势，节奏安详平缓，有宫廷乐曲和歌曲伴奏:265。在老挝《罗摩衍那》和本生经故事舞剧展出时，就会出现此类舞蹈形式。老挝民间舞蹈因地区不同形式各异，主要形式包括由宫廷舞发展而来的占芭花灯舞、宋干节期间表演的象脚鼓舞、黑泰的集体舞登沙舞，以及民间流行甚广的南旺舞（ລຳວົງ）:265-266。南旺舞为圆圈舞形式:59，表演内容十分多样，常常在节庆或婚礼期间表演。

### 电影
自巴特寮建政以来，老挝拍摄的电影数量比较少。老挝国内首部电影是1983年的《石缸平原的枪声》，由宋芝·波塞纳（Somchith Pholsena）执导，被审查部门禁止公映。21世纪以来老挝电影业有所发展，2008年的《早安！琅勃拉邦》是一部比较成功的商业长篇影片。2017年的一部讲述老挝内战时期小人物故事的纪录片《血之路》夺得了2018年的新闻与纪录节目艾美奖，该片基本在老挝境内拍摄，且得到了老挝政府的协助。
2013年上映的电影《火箭》讲述了老挝北部的家庭故事，全程使用老挝语，由澳大利亚导演金·莫登特（Kim Mordount）执导。该片斩获了柏林国际电影节三项大奖，并获澳大利亚方面提名角逐第86届奥斯卡金像奖最佳外语片，最终未能入围。老挝国内电影中，阿尼赛·胶拉（Anysay Keola）执导、老挝新浪潮电影制片的《地平线上》曾在2012年OzAsia电影节上展映；2013年，马蒂·杜执导的恐怖片《占塔利》在美国奇幻电影节上展映。2016年，马蒂·杜的恐怖片新作《鬼姐姐》被老挝方面提名第90届奥斯卡金像奖最佳外语片，是为老挝首次提名角逐奥斯卡金像奖的影片。
截至2018年，老挝境内共有三家电影院提供电影放映服务。

### 媒体
老挝官方实行媒体内容审查，仅允许国营媒体运作，而擅自发布批评政府言论者可遭司法机关治罪，因此媒体自我审查现象非常显著:258，更被视为执政党人民革命党及政府的扬声器，以向该国民众传播党和国家的政策，以及政府的运作状况为主要任务:257。老挝人民革命党的机关报是《人民报》，1950年8月创办，登载老挝人革党和老挝政治、经济和民生新闻。其他官方发行的老挝文报刊还有巴特寮通讯社的《巴特寮新闻》、万象市委的《新万象报》、老挝人民革命青年团的《老挝青年报》等:269。老挝信息与文化部还负责发行英文和中文报刊《万象时报》以及法文报刊《革新者》。巴特寮通讯社是老挝官方通讯社，建立于1968年:270。
老挝国家广播电台建于1960年，提供老挝语、苗语、克木语、泰语、越南语、高棉语、英语、法语、汉语多语种广播，全国的广播电台每日累计广播共700个小时:270。老挝国家电视台建于1983年，最早由苏联援助建成，是老挝国内最主要的电视台，已覆盖老挝城乡。2015年国内共有电视台37家，国家级9家，省级17家，县级11家:271。由于老挝政府对衛星電視接收器的管制薄弱:257，加之泰国电视网络已经覆盖老挝的大部分地区，大部分老挝居民更喜爱收看泰国电视节目:271。

### 飲食

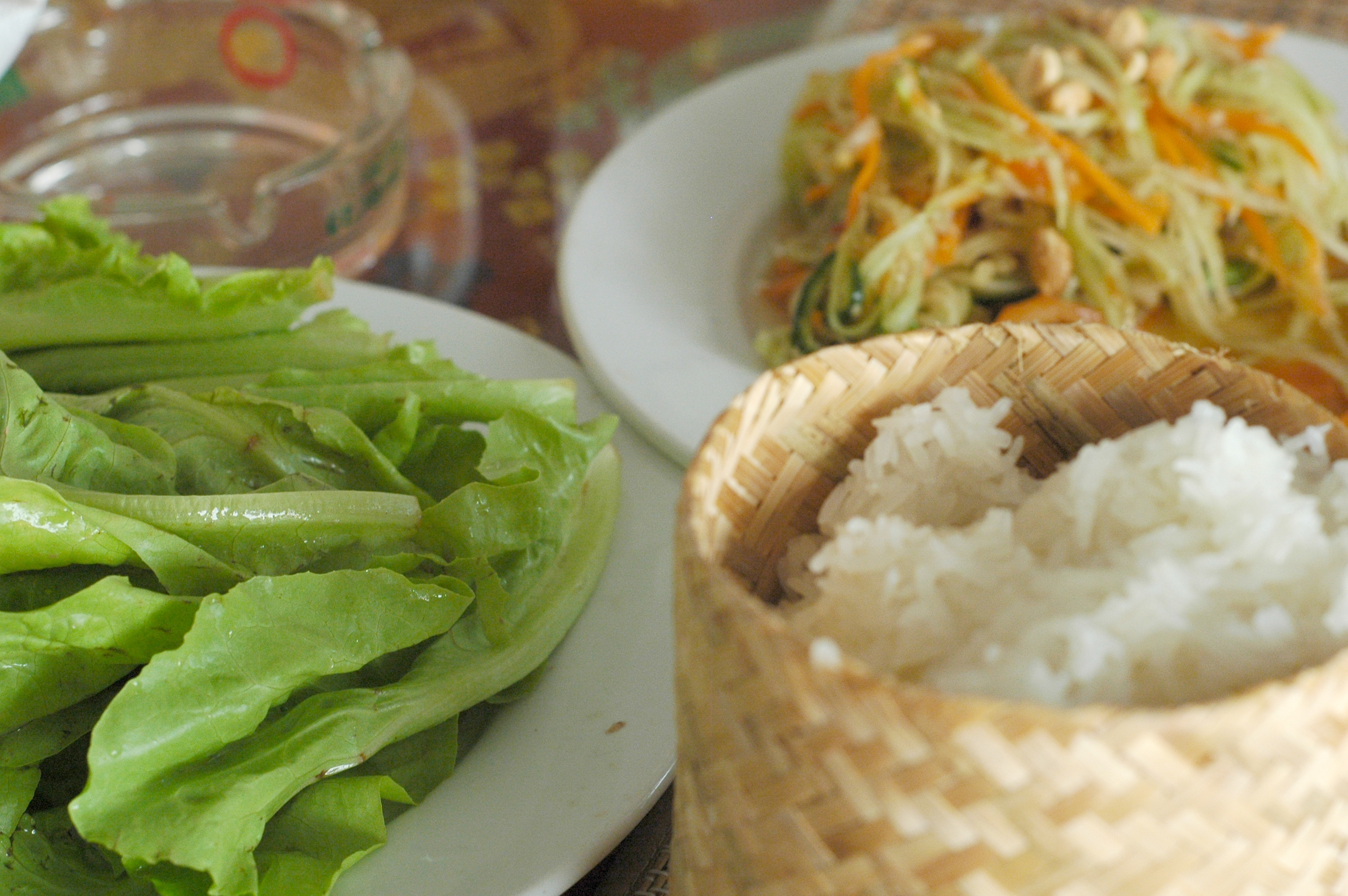
老挝菜肴，当中青木瓜沙拉配以用于包裹菜肴的菜叶，且以糯米为主食

老挝人的主食通常是糯米，老挝人是世界最常食用糯米的人群。老挝饮食的三大特色是糯米、拉帕和青木瓜沙拉。拉帕被视为老挝国菜，用剁碎的鸡肉、牛肉、鸭肉、鱼肉、猪肉或蘑菇，混合鱼露、青柠汁、蒜末和糯米粉制成，使用的肉可以是生肉也可以是熟肉。
老挝菜擅长随意混搭新鲜食材，喜爱辣椒，亦喜爱烘烤、烧烤或烩炒熟食。常用罗勒、薄荷、芫荽、柠檬草等香菜，以植物根茎营造辣苦味，以酸橙汁、箭叶橙汁营造酸味，以鱼汁、鱼露和虾酱营造咸鲜味，以辣椒营造辣味。主食原料还包括鱼肉、鸡肉、鸭肉、猪肉、牛肉和水牛肉:72。米线（Khao piak sen）是当地人喜爱的早餐小吃，还会和中式油条（khao-nom khuu）一同食用。甜辣酱面是常见的一种凉拌面食，上浇甜辣味的椰汁。在大城市内流行食用法式面包和热牛奶咖啡:73。
老挝人一般是集体用餐。大部分老挝菜都需要和糯米饭一同食用，通常是用手抓一团糯米捏成饭团，蘸菜进食。在餐馆聚餐时，习惯上每个人点一道菜，菜肴同时上齐。老挝人通常不关心食品是否温热，急于进食滚烫的菜肴会被视为无礼:76。

### 体育
老挝拳被视为老挝的国技，和泰拳、缅甸拳有一定相似之处。在老挝拳中，身体的任何部位都可视为攻击目标，并且可以使用除头之外的任何部位攻击，高踢颈部、肘击脸部、屈膝撞肋、扫踢小腿都是常见的招式:61。
足球是老挝最受欢迎的运动，国内顶级的足球俱乐部赛事称为老挝超级足球联赛。老挝军队足球俱乐部曾8次夺得国内联赛冠军，是目前国内最成功的足球俱乐部。老挝国家足球队至今未曾入围过亚洲杯足球赛，长期于东盟足球锦标赛角逐，但亦未曾自小组赛阶段突围。老挝国家足球队曾获得的国际赛事最佳成绩是在2016年的亚足联团结杯，老挝队最终夺得季军。藤球和滚球也都是老挝国内颇受欢迎的传统运动:61。
1980年是老挝第一次派代表队参与夏季奥林匹克运动会，此后派队参与了1988年、1992年、1996年、2000年、2004年、2008年和2012年、2016年、2021年的夏季奥运会，但尚未夺得奖牌。

### 节日

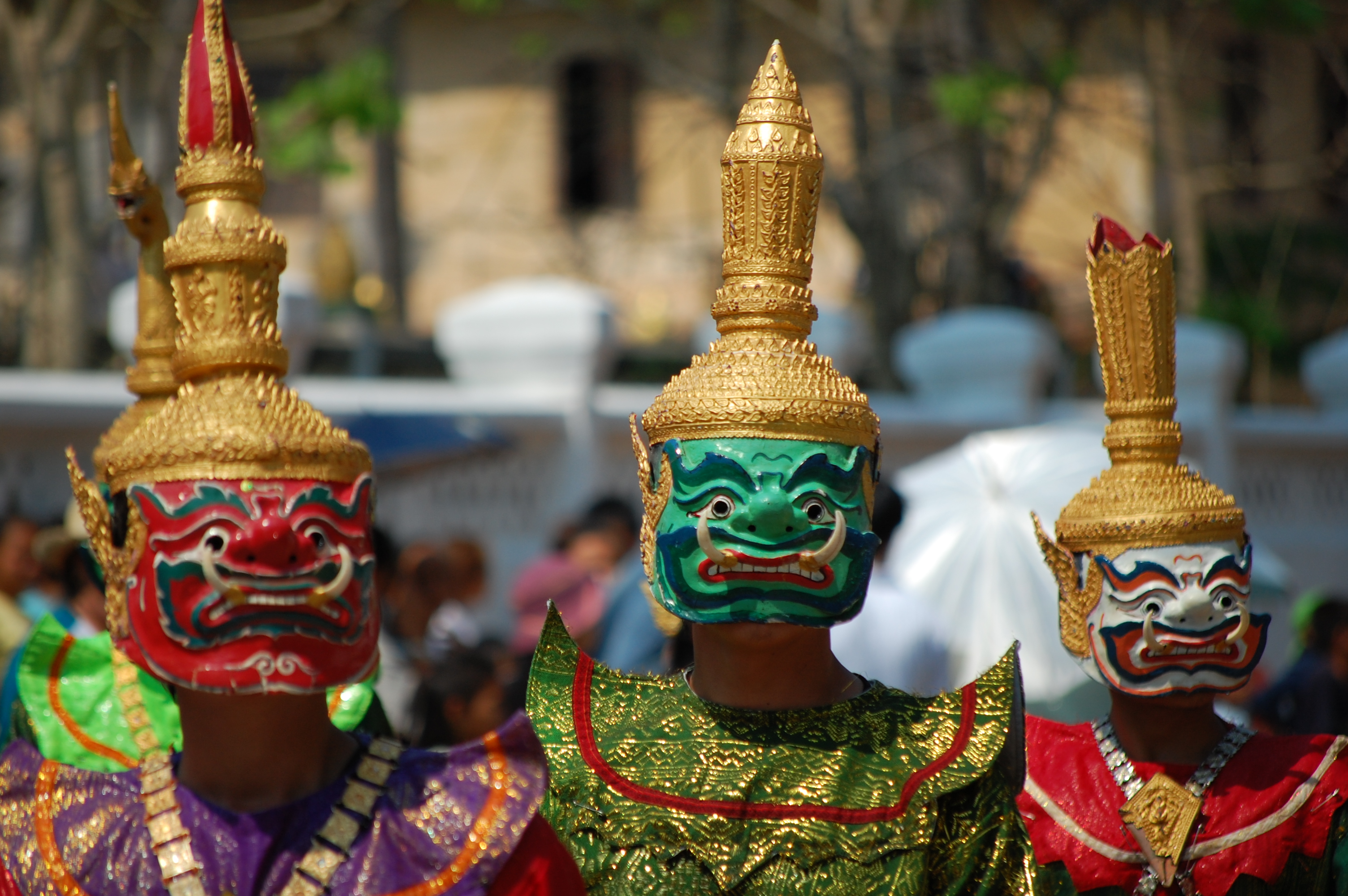
老挝新年期间头戴面具的舞者

老挝人在一年中有多个节日，不少和上座部佛教信仰有关，其中老挝新年、高升节和塔銮节是具有老挝民族特色的盛大节庆。老挝新年的庆典最长可持续一周，其中前三日是公共假日。在此期间，老挝人要举行浴佛、泼水、拴线、堆沙、放生等庆祝仪式，还会举行各种舞剧、山歌表演。高升节源于婆罗门教祭拜火神的典礼，家家户户值此之际会放飞竹筒火箭，以期赶走灾祸，场面颇为壮观。塔銮节期间，全国各地的僧侣和佛教徒都会前往万象塔銮进行膜拜，携带食物、鲜花和香烛布施，并举行盛大的歌舞表演:45-46。
| 日期                | 节日       | 老挝文           | 备注                                                         |
| ------------------- | ---------- | ---------------- | ------------------------------------------------------------ |
| 公历1月1日          | 元旦       | ວັນປີໃໝ່ສາກົນ        | 公共假日                                                     |
| 公历1月20日         | 建军节     |                  | 庆祝老挝人民军成立，公共假日                                 |
| 农历新年            | 春節       | ປີໃຫມ່ຈີນ/ຫວຽດນາມ   | 包括越南新年                                                 |
| 佛历2月             | 稻魂节     | ບຸນຄູນເຂົ້າ          | 庆祝稻谷丰收，祭祀鬼神和祖先                                 |
| 公历3月8日          | 国际妇女节 | ວັນແມ່ຍິງສາກົນ       | 公共假日                                                     |
| 佛历3月15日         | 涅槃节     | ບຸນມາຂະບູຊາ        | 纪念佛祖涅槃及佛祖训喻1,250名门徒、继续传播佛教的日子        |
| 佛历4月             | 维散顿佛节 | ບຸນພະເຫວດ         | 纪念本生经中佛祖的前世须达拿太子                             |
| 公历5月1日          | 国际劳动节 | ບຸນປີໃໝ່            | 公共假日                                                     |
| 佛历5月             | 老挝新年   | ບຸນປີໃໝ່            | 和泰国宋干节同期，老挝民间最隆重的节庆，公共假日             |
| 公历5月首个月圆之日 | 卫塞节     | ວັນວິສາຂະບູຊາ       | 纪念佛祖诞生、成道、涅槃                                     |
| 佛历6月15日         | 高升节     | ບຸນບັ້ງໄຟ           | 又称火箭节，当日放飞竹筒火箭，以期送走灾祸、迎来幸福         |
| 佛历8月             | 迎水节     | ເຂົ້າພັນສາ          | 結夏安居的开始，祈求雨季平安                                 |
| 佛历9月             | 先人节     | ບຸນເຂົ້າປະດັບດິນ      | 又称祭鬼节，供奉死去的祖先                                   |
| 佛历11月            | 送水節     | ບຸນຊ່ວງເຮືອ         | 庆祝雨季结束，民众制作登船，举办龙舟比赛                     |
| 公历11月            | 苗历新年   | ບຸນປີໃຫມ່ຊົນເຜົ່າລາວສູງ |                                                              |
| 佛历11月            | 水燈節     | ລອຍກະທົງ          | 庆祝丰收，民众制作竹船，在其上点亮蜡烛放入河中，燃放烟花庆祝 |
| 佛历12月            | 塔銮节     | ບຸນພະທາດຫຼວງ       | 老挝人的盛大节日，民众聚集于万象塔銮，进行朝拜和庆祝         |
| 公历12月2日         | 国庆节     | ວັນຊາດ            | 纪念老挝人民民主共和国成立                                   |
| 公历12月            | 克木人新年 | ບຸນປີໃຫມ່ເຜົ່າຂະມຸ     |                                                              |